# Rostow am Don

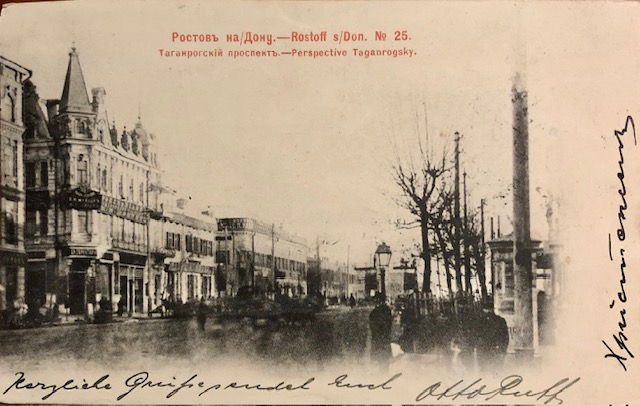
Postkarte von Rostoff (Rüstow) gelaufen 1902

Rostow am Don (russisch Росто́в-на-Дону́, Rostow-na-Donu) ist eine der größten Städte im europäischen Teil der Russischen Föderation. Sie liegt im Süden des Landes, 46 Kilometer vor der Mündung des Dons in das Asowsche Meer. Sie ist zugleich Hauptstadt des Rostower Gebiets und wird als „Tor zum Kaukasus“ bezeichnet.
Die Stadt ist mit 1.142.162 Einwohnern (2021) die elftgrößte Stadt Russlands. In der Rostower Agglomeration leben knapp 2,16 Millionen Menschen. Rostow am Don liegt 960 Kilometer südlich von Moskau. Es bildet das politische, kulturelle und wirtschaftliche Zentrum Südrusslands.

## Geographie
Die Stadt befindet sich im Südosten der Osteuropäischen Ebene, die meisten Stadtteile liegen am rechten Ufer des Dons, 46 km vor seiner Einmündung in das Asowsche Meer. Die südwestlichen Stadtteile grenzen an das Delta des Flusses Don. Die geografische Lage der Stadt unweit des Schwarzen, des Asowschen und des Kaspischen Meeres und die Kanäle, die Rostow mit der Ostsee und dem Weißen Meer verbinden, haben ihr den Beinamen „Stadt der fünf Meere“ eingebracht.

### Klima
Am wärmsten ist es im Monat Juli. Es werden dann durchschnittliche Temperaturen von +24 °C erreicht. Mit im Durchschnitt −4,2 °C ist der Januar der kälteste Monat des ganzen Jahres.
|                       | Jan  | Feb  | Mär  | Apr  | Mai  | Jun  | Jul  | Aug  | Sep  | Okt  | Nov | Dez  |   |      |
| Mittl. Tagesmax. (°C) | −1,3 | −0,2 | 5,7  | 16,3 | 23,1 | 26,9 | 29,2 | 28,4 | 22,8 | 14,1 | 7,1 | 1,9  | ⌀ | 14,6 |
| Mittl. Tagesmin. (°C) | −7,4 | −6,6 | −1,7 | 6,2  | 12,1 | 15,7 | 17,5 | 16,5 | 11,5 | 5,2  | 1,3 | −3,3 | ⌀ | 5,6  |
|                       |      |      |      |      |      |      |      |      |      |      |     |      |   |      |
| Niederschlag (mm)     | 55   | 43   | 37   | 46   | 54   | 59   | 56   | 37   | 38   | 33   | 54  | 75   | Σ | 587  |

| −7,4 |

| −6,6 |

| −1,7 |

| 6,2 |

| 12,1 |

| 15,7 |

| 17,5 |

| 16,5 |

| 11,5 |

| 5,2 |

| 1,3 |

| −3,3 |

| −7,4 |

| −6,6 |

| −1,7 |

| 6,2 |

| 12,1 |

| 15,7 |

| 17,5 |

| 16,5 |

| 11,5 |

| 5,2 |

| 1,3 |

| −3,3 |

### Gliederung
Historisch besteht Rostow aus zwei Stadtkernen, dem eigentlichen Rostow und dem 1920 eingemeindeten Nachitschewan, einer ehemaligen Kolonie armenischer Exilanten, die noch immer eine große armenische Gemeinde beheimatet. Administrativ ist die Stadt in acht Bezirke gegliedert (Woroschilowski, Schelesnodoroschny, Kirowski, Leninski, Oktjabrski, Perwomaiski, Proletarski und Sowetski). Diese orientieren sich nicht an den historischen Grenzen der beiden einstmals eigenständigen Städte. Der einwohnerreichste Bezirk ist Woroschilowski, der erst in der zweiten Hälfte des 20. Jahrhunderts entstand und durch Plattenbausiedlungen gekennzeichnet ist. Das eigentliche Zentrum sind die Bezirke Kirowski und Leninski. Das Stadtgebiet liegt zum größten Teil am nördlichen Donufer. Der einzige Stadtteil am Südufer, Saretschnaja, ist durch Hafen- und Industrieanlagen geprägt.
Die Rostower Agglomeration mit ihren knapp 2,2 Millionen Einwohnern ist weitläufiger und umfasst unter anderem die Städte Asow, Aksai und Bataisk. Vor Rostow liegt im Don die „Grüne Insel“ (Seljony ostrow), eine mehrere Quadratkilometer große, bewaldete Insel, die von den Rostowern als Naherholungsgebiet benutzt wird.

## Geschichte
Das Gebiet um Rostow am Don war bereits in der Antike besiedelt. Rund 30 Kilometer westlich der Stadtgrenzen befand sich die griechische Kolonie Tanais. Später wurde die Region eine genuesische Kolonie und gelangte Ende des 15. Jahrhunderts schließlich an die Osmanen, wenngleich die Saporoger Kosaken häufige Feldzüge bis ans Asowsche Meer unternahmen. Im 18. Jahrhundert, nach mehreren Kriegen mit den Osmanen, übernahm Russland endgültig die Kontrolle über die nördliche Schwarzmeerregion und das Kaukasusgebiet.

### Russland
Auf dem Gebiet Rostows befanden sich seit 1749 ein Zollhaus und ein Hafen. Der Ort selbst wurde im Jahr 1761 unter Elisabeth Petrowna zum Schutz russischer Handelswege als Festungssiedlung an der Südgrenze des Reiches gegründet. Benannt wurde sie nach dem Metropoliten Dimitri von Rostow. Nachdem es Russland im 18. Jahrhundert gelungen war, die Osmanen aus dem gesamten nördlichen Schwarzmeergebiet (Tifliser Militärbezirk) zu verdrängen, verlor Rostow an militärischer Bedeutung, wurde zu einem bedeutenden Handelszentrum und überholte schnell das nahegelegene Asow. Rostow erhielt 1797 den Stadtstatus und fungierte seitdem als Kreisstadt.
Als meeresnaher Flusshafen stieg Rostow am Don im 19. Jahrhundert zum wichtigsten Handelsmittelpunkt und Verkehrsknoten im Süden Russlands auf. Im 19. Jahrhundert war die Stadt das administrative Zentrum des Ujesd Rostow im Gouvernement Jekaterinoslaw. Seit 1887 gehörte Rostow zum Gebiet des Don-Heeres. Die industrielle Entwicklung der Stadt setzte in der Mitte des 19. Jahrhunderts ein. Auf der Basis der Donbasskohle und der Eisenerze von Kriwoi Rog wurde 1846 eine Eisengießerei errichtet und 1859 begann die Produktion von Dampfkesseln und -pumpen. Eisenbahnverbindungen nach Charkow (1871), nach Woronesch (1871) und nach Wladikawkas (1875) wurden eröffnet.
Mit dem industriellen Aufschwung ging eine rasante Zunahme der Bevölkerungszahl einher. Bis zum Ende des 19. Jahrhunderts waren bereits etwa 140 Industriebetriebe in der Stadt ansässig. Der Hafen im Süden Russlands war einer der größten Umschlagplätze vor allem für den Export von Getreide, Eisenerz und Holz.
Historisch besteht Rostow aus zwei Teilen: Rostow und Nachitschewan. Nachitschewan war eine selbständige von Armeniern bewohnte Stadt, die von Katharina II. im 18. Jahrhundert vom Kaukasus hierher übersiedelt wurden. Die ehemalige Grenze zwischen den zwei Städten ist der Theaterplatz. Nachitschewan ist Heimat einer großen armenischen Gemeinde.
Bei der Volkszählung von 1897 wurde für Rostow am Don eine Einwohnerzahl von 119.500 ermittelt, davon 79,2 % Russen, 9,4 % Juden, 4,7 % Ukrainer, 1,9 % Armenier und 1,0 % Tataren. In den 1920er Jahren stieg Rostow am Don zur drittgrößten Stadt Russlands auf, wobei die bis dahin selbständige Nachbarstadt Nachitschewan am Don eingemeindet wurde. Dementsprechend wuchs durch die Eingemeindung der Anteil der Armenier in Rostow. Im Jahre 1939 hatte die Stadt mehr als 500.000 Einwohner.
Nach der Auflösung des Gebiets des Don-Heeres 1920 war Rostow in der frühen Sowjetunion Hauptstadt mehrerer wechselnder Verwaltungseinheiten: von 1920 bis 1924 der Oblast Don, 1924 der Oblast Südost, 1924 bis 1934 des Krai Nordkaukasus und von 1934 bis 1937 des Krai Asow-Schwarzmeer. Im Jahre 1937 wurde die bestehende Oblast Rostow gegründet.

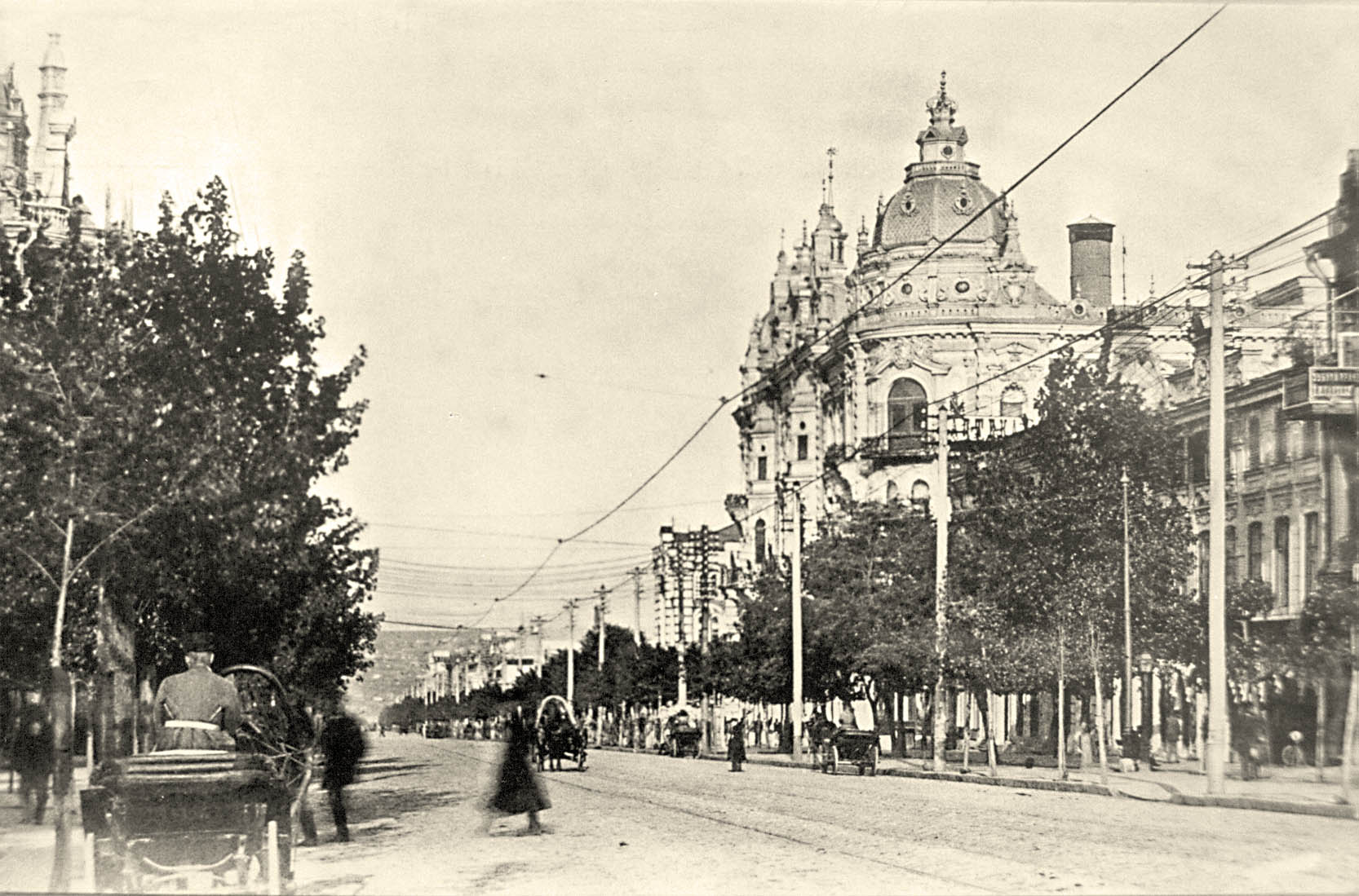
Rostow Anfang des 20. Jahrhunderts
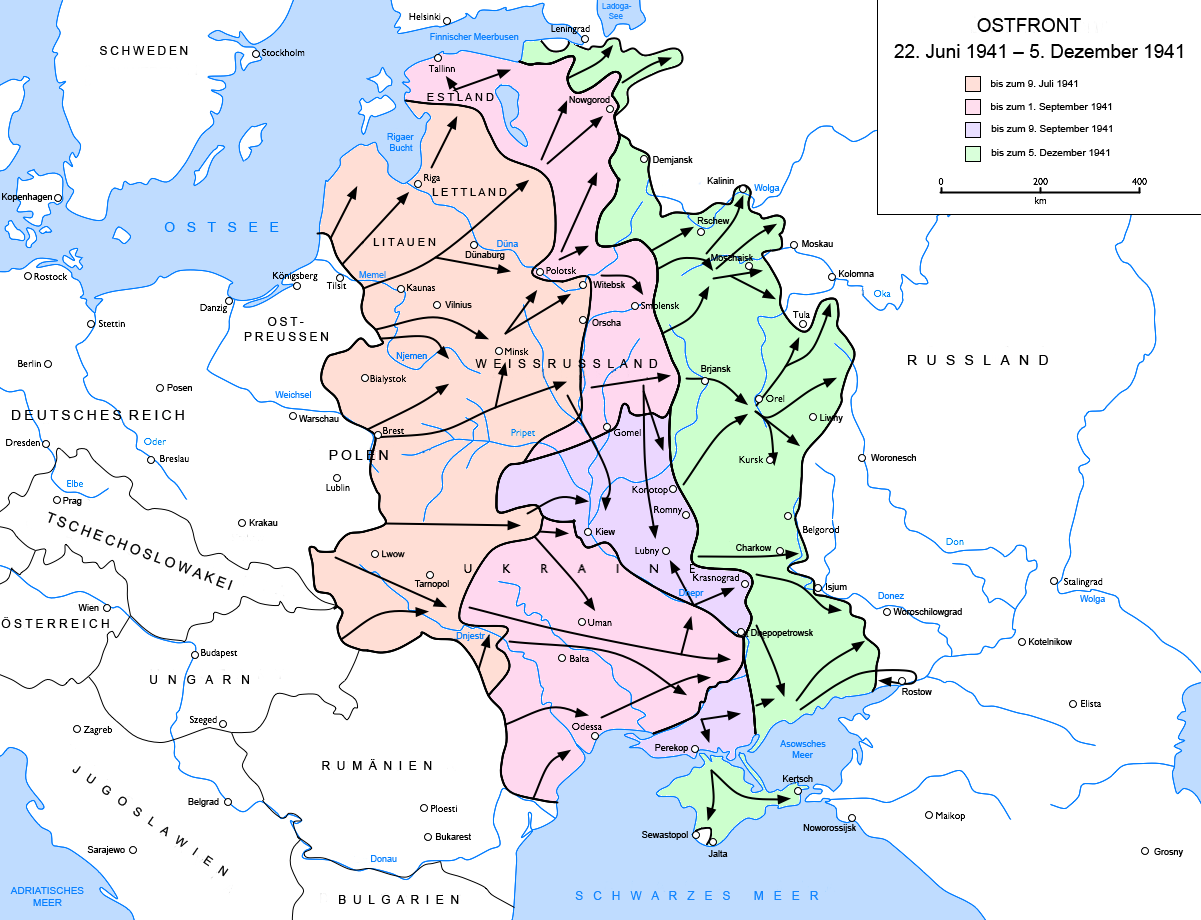
Ostkrieg 1941, Rückzug aus Rostow am Don
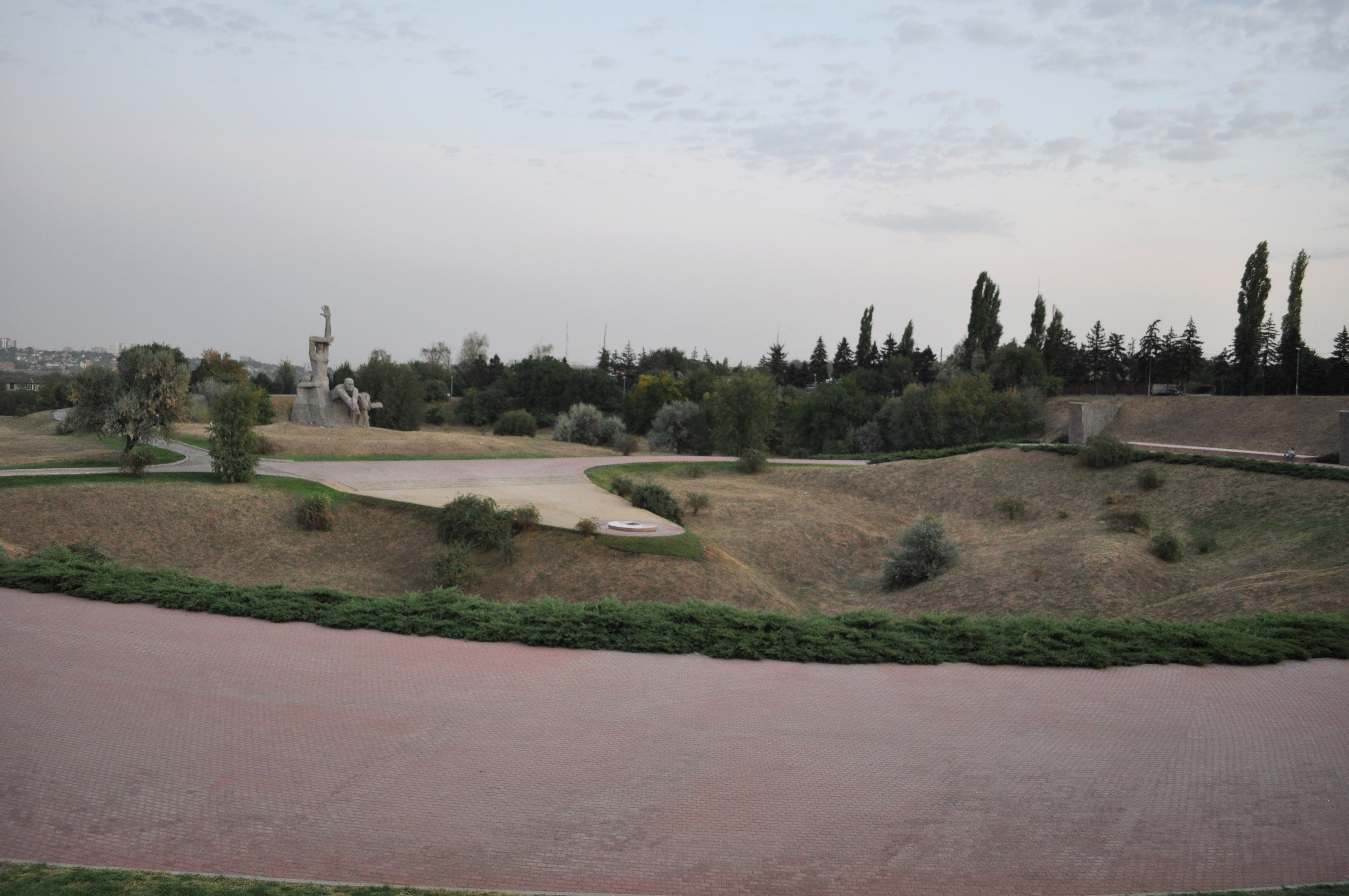
Smijowskaja Balka, heutige Gedenkstätte

### Zweiter Weltkrieg
Im Zweiten Weltkrieg wurde die Stadt erstmals am 20. November 1941 in der Schlacht um Rostow vom deutschen III. Armeekorps eingenommen. Bereits zwei Tage später begann jedoch der massive Gegenangriff der Roten Armee. Am 28. November verließen die deutschen Truppen zusammen mit kollaborierenden Kosaken Rostow am Don und zogen sich nach Taganrog zurück. Auf ihrem Rückzug hinterließen sie eine Schneise der Verwüstung. Viele Fabriken und Wohnhäuser wurden von ihnen zerstört und niedergebrannt. 200 sowjetische Kriegsgefangene wurden nur wenige Stunden vor der Befreiung der Stadt am Bahnhof erschossen. Etwa 3000 Bewohner der Stadt kamen in diesen acht Tagen bei Luftangriffen und Kämpfen ums Leben.
Nachdem die Rote Armee die Stadt befreit hatte, wurde sofort mit dem Wiederaufbau der zerstörten Fabriken und Häuser begonnen. Grundlage war die Annahme, dass die Deutschen die Stadt nicht noch einmal erobern können. Am 24. Juli 1942 wurde die Stadt jedoch durch die Vorhut des XXXXIX. Gebirgskorps und Einheiten der 5. SS-Panzer-Division „Wiking“ zum zweiten Mal besetzt.
Die in Rostow lebenden Juden mussten sich am 11./12. August 1942 in einem Schulgebäude versammeln und wurden zur Smijowskaja Balka (Schlangenschlucht) getrieben, wo sie erschossen wurden. Unter ihnen waren die damals 56-jährige Psychoanalytikerin Sabina Spielrein und ihre beiden Töchter Renata und Eva sowie die 34-jährige Dichterin Jelena Michailowna Schirmann und ihre Eltern.
Nach heftigen Kämpfen wurde die Stadt am 14. Februar 1943 erneut zurückerobert und endgültig befreit. In der Stadt bestanden die drei Kriegsgefangenenlager 251, 421 und 475 für deutsche Kriegsgefangene des Zweiten Weltkriegs.
Nach dem Zweiten Weltkrieg erfolgte schnell die Beseitigung der Zerstörungen und bereits in den 1950er Jahren war die Einwohnerzahl höher als vor dem Krieg. Ende der 1980er Jahre wurde Rostow zur Millionenstadt.

### Seit 1991
Mit dem Zerfall der Sowjetunion ging die Industrieproduktion in den 1990er Jahren stark zurück. Ende des Jahrzehnts wurde Rostow am Don als größter Industriestandort des Nordkaukasus von Krasnodar abgelöst. Im Jahr 2001 fiel die Einwohnerzahl unter eine Million. Seit 2002 ist eine Trendwende zu beobachten. Sie ist verbunden mit einem erneuten Anstieg der Einwohnerzahl, teils durch Zuwanderung von Flüchtlingen aus den ethnischen Krisengebieten des Kaukasus, zum Teil auch durch eine deutliche Verbesserung der wirtschaftlichen Lage seit Anfang der 2000er Jahre. Seine Funktion als großer internationaler Verkehrsknotenpunkt kann Rostow zunehmend ausbauen. Im Jahr 2000 wurde Rostow am Don zur Hauptstadt des Föderationskreises Südrussland ernannt.
Am 5. Mai 2008 erhielt die Stadt vom Präsidenten der Russischen Föderation per Ukas den Ehrentitel „Stadt des militärischen Ruhms“.
2018 war Rostow am Don ein Austragungsort der Fußball-Weltmeisterschaft in Russland.
Am 16. März 2023 brach in der Stadt ein Großbrand in einem Gebäude der Grenzschutztruppen des Inlandsgeheimdienstes FSB aus. Der Gebiets-Gouverneur teilte am selben Tag mit, das Feuer sei nach vorläufigen Erkenntnissen durch einen Kurzschluss in Stromleitungen ausgebrochen. Der ukrainische Präsidentenberater Mychajlo Podoljak schrieb auf Twitter, dass sein Land mit dem Brand nichts zu tun habe.
In der Nacht vom 23. auf den 24. Juni 2023 rückten im Zuge des Aufstands der Gruppe Wagner Truppen unter Jewgeni Prigoschin in die Stadt ein und besetzten wichtige strategische Punkte. Nach Angaben Prigoschins hatte die Wagner-Gruppe alle militärischen Einrichtungen in Rostow besetzt. Am Abend desselben Tages wurde der Aufstand abgebrochen und die Gruppe verließ die Stadt.

## Bevölkerung und Ethnien
Bei der letzten Volkszählung am 14. Oktober 2010 lebten 1.089.261 Menschen in der Stadt. 2014 wurde die Einwohnerzahl mit 1.109.800 angegeben. In der Agglomeration leben knapp 2,2 Millionen Menschen, im erweiterten Großraum etwa 2,7 Millionen.
Die überwiegende Mehrheit der Stadtbewohner rechnet sich ethnisch den Russen zu. Daneben gibt es zahlreiche weitere Ethnien in Rostow (siehe Tabelle unten). Ende der 1980er Jahre wurde Rostow am Don zur Millionenstadt. Neben Russen als dominierender Volksgruppe sind die Gemeinden der Armenier und Ukrainer historisch bedeutend. Rostow war und ist ein wichtiges Zentrum der armenischen Diaspora. Die Kleinstadt Tschaltyr in der Nähe von Rostow wird mehrheitlich von Armeniern bewohnt. Der Anteil der Ukrainer in Rostow und Umgebung war im 19. und frühen 20. Jahrhundert deutlich höher und ist in Folge der langen Assimilation stark zurückgegangen. Sie beträgt unter 2 % der Einwohner. Während in der Stadt Rostow Anfang des 20. Jahrhunderts nur wenige Ukrainer lebten, waren 1897 im Umland von Rostow rund ein Drittel der Bevölkerung Ukrainer.

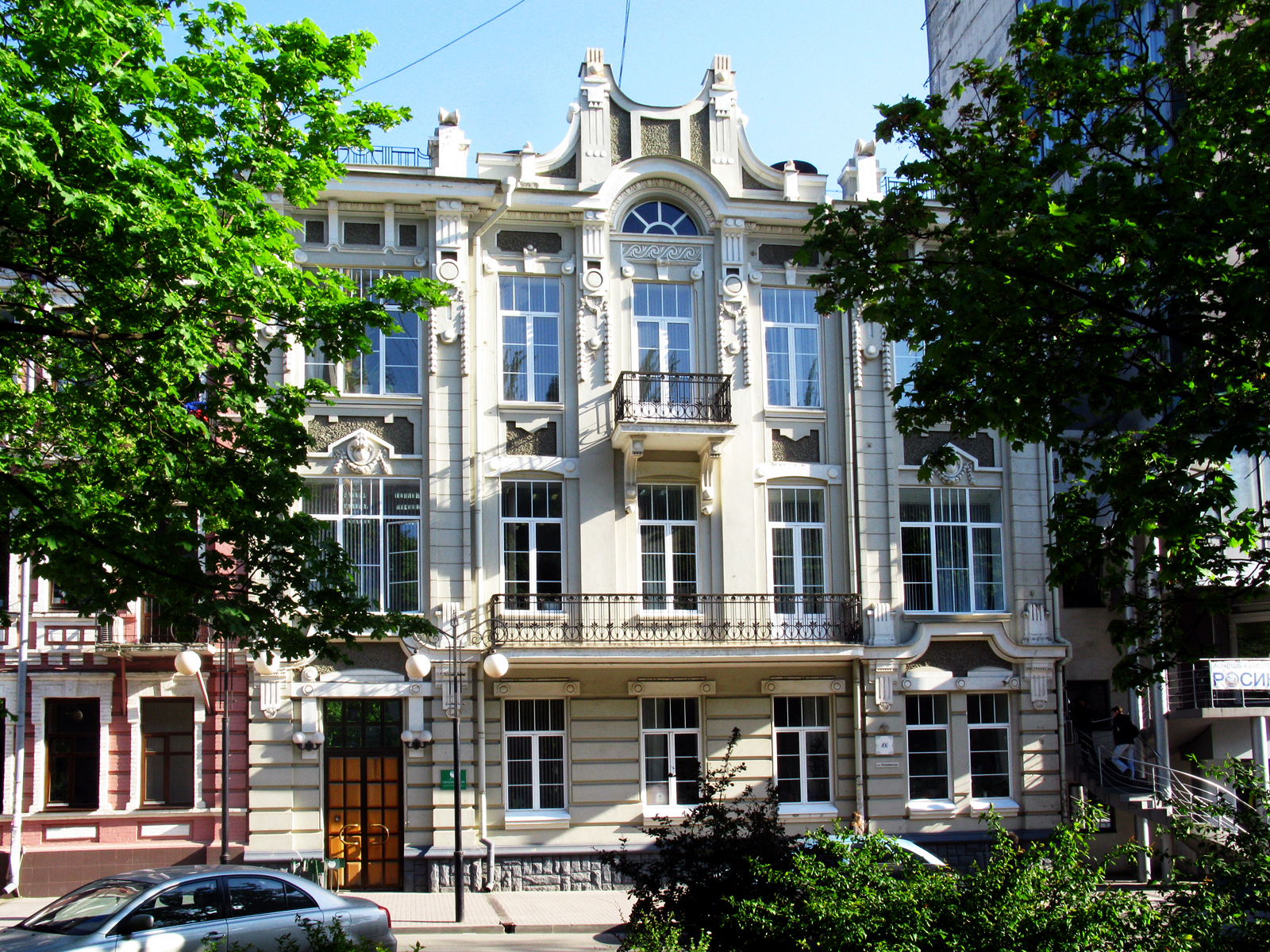
Im Zentrum der Stadt

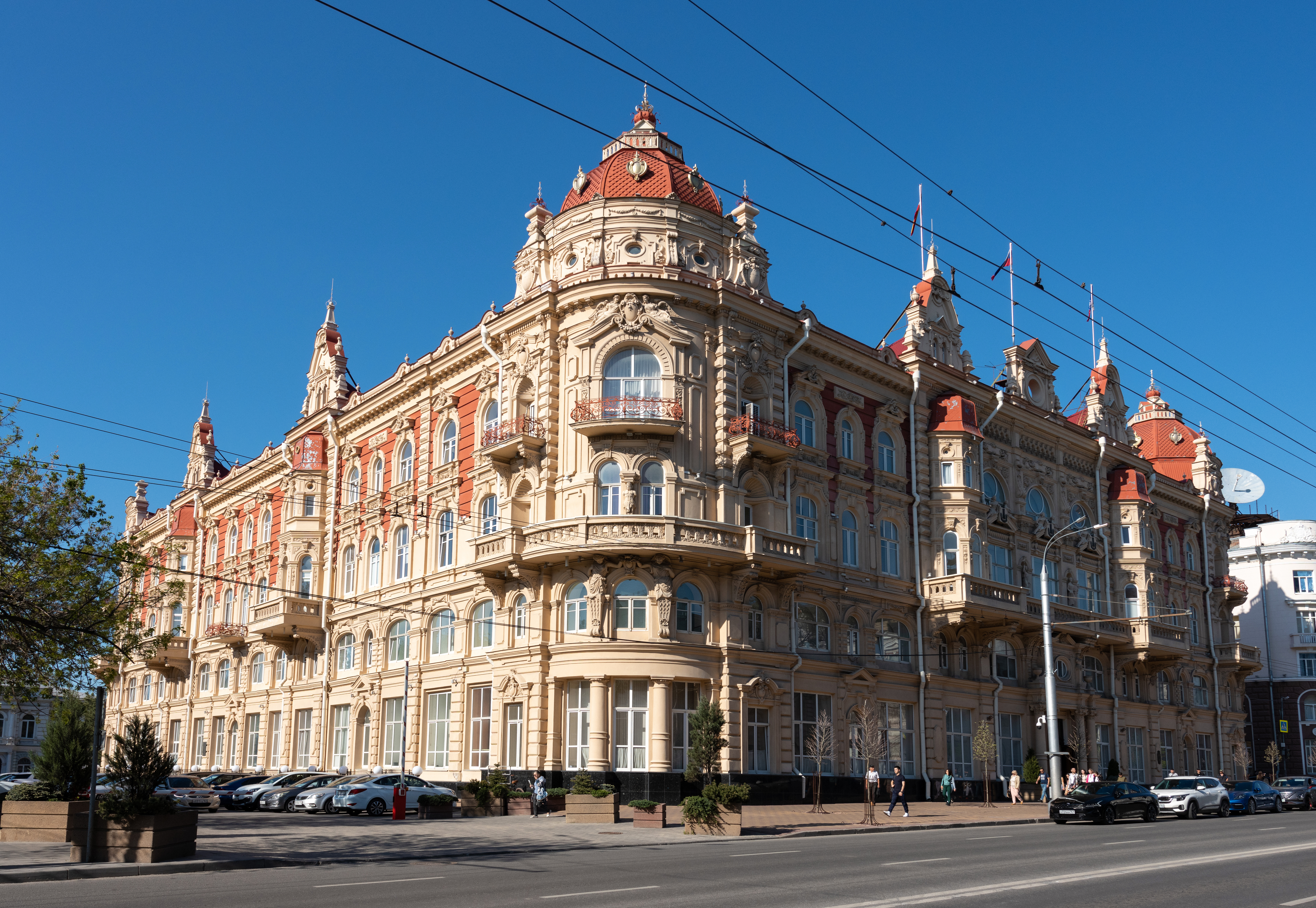
Haus der Stadtduma von Rostow am Don

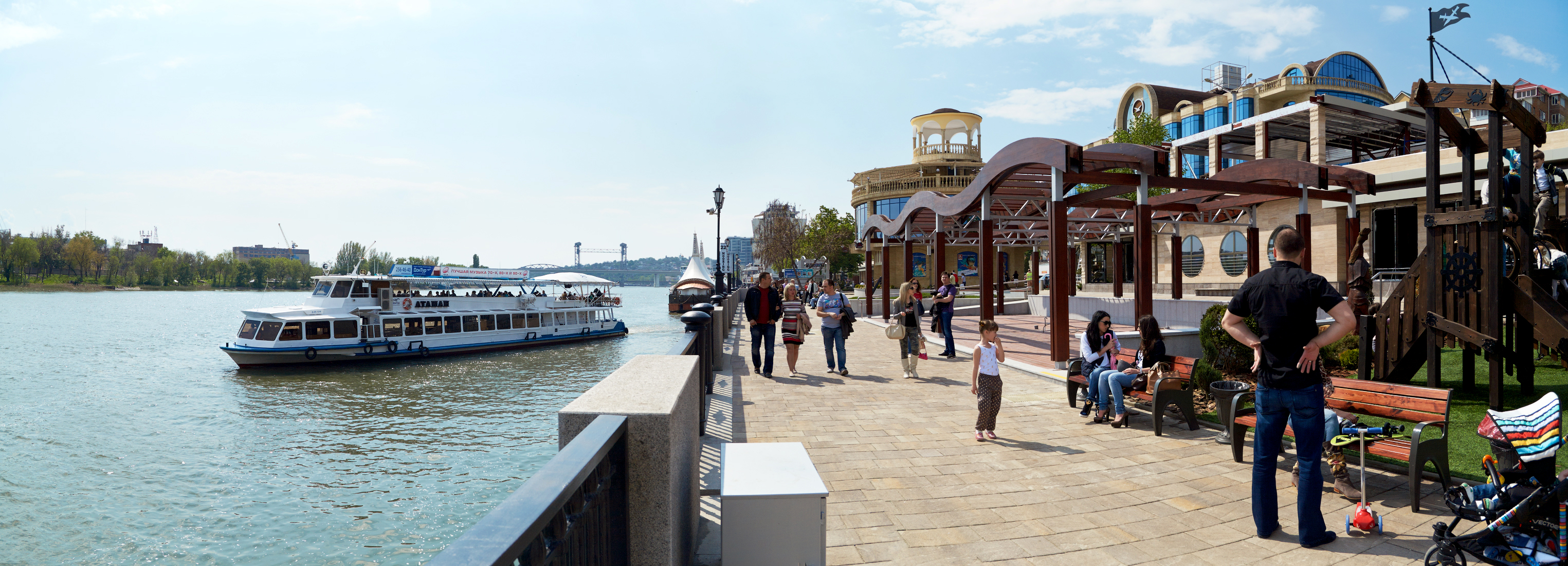
Uferpromenade der Stadt

1989 lebten in Rostow am Don Angehörige von insgesamt 106 Ethnien:
| Nationalität    | Anzahl  | Prozent |
| --------------- | ------- | ------- |
| Russen          | 960.883 | 90,1 %  |
| Armenier        | 41.553  | 3,4 %   |
| Ukrainer        | 16.249  | 1,5 %   |
| Aserbaidschaner | 6.739   | 0,6 %   |
| Tataren         | 5.299   | 0,5 %   |
| Georgier        | 3.960   | 0,4 %   |
| Belarussen      | 2.874   | 0,3 %   |
| Koreaner        | 2.792   | 0,3 %   |
| Juden           | 2.403   | 0,2 %   |
| Lesgier         | 1.660   | 0,2 %   |
| Kirgisen        | 1.374   | 0,1 %   |
| Usbeken         | 1.188   | 0,1 %   |
| Tschetschenen   | 1.073   | 0,1 %   |
| Osseten         | 992     | 0,1 %   |
| Griechen        | 950     | 0,1 %   |
| Inguschen       | 928     | 0,1 %   |
| Roma            | 893     | 0,1 %   |
| Tadschiken      | 852     | 0,1 %   |

### Stadtbezirke (Rajony)
| Nr. | Rajon              | Russischer Name | Fläche km² | Einwohner |
| --- | ------------------ | --------------- | ---------- | --------- |
| 1   | Woroschilowski     | Ворошиловский   | 38,0       | 215.400   |
| 2   | Schelesnodoroschny | Железнодорожный | 69,0       | 102.200   |
| 3   | Kirowski           | Кировский       | 18,6       | 065.200   |
| 4   | Leninski           | Ленинский       | 13,0       | 080.900   |
| 5   | Oktjabrski         | Октябрьский     | 49,5       | 166.200   |
| 6   | Perwomayski        | Первомайский    | 44,1       | 182.100   |
| 7   | Proletarski        | Пролетарский    | 37,1       | 119.800   |
| 8   | Sowetski           | Советский       | 85,4       | 178.000   |

### Bevölkerungsentwicklung
| Jahr      | 1811  | 1897    | 1939     | 1959    | 1970    | 1979    | 1989      | 2002      | 2010      | 2011      | 2012      | 2013      | 2014      | 2015      |
| --------- | ----- | ------- | -------- | ------- | ------- | ------- | --------- | --------- | --------- | --------- | --------- | --------- | --------- | --------- |
| Einwohner | 4.000 | 119.476 | 502.928* | 599.542 | 788.827 | 934.095 | 1.019.305 | 1.068.267 | 1.089.261 | 1.091.544 | 1.099.500 | 1.104.000 | 1.109.800 | 1.115.000 |

* sowie 7.284, Arbeitersiedlung Nischne-Gnilowskoi (eingemeindet vor 1959)

## Religionen
Dominierende Glaubensrichtung in Rostow am Don ist das Christentum. Die größte christliche Glaubensrichtung der Stadt ist die Russisch-Orthodoxe Kirche, die mit 41 Kirchen und Klöstern vertreten ist. Die meisten von ihnen wurden nach 1990 neu gebaut oder wieder eingerichtet. Darüber hinaus existiert eine Kirche der Altorthodoxen sowie eine griechisch-orthodoxe Kirche. Es gibt drei Kirchen der Armenischen Apostolischen Kirche, die römisch-katholische Abendmahl-Jesu-Kirche, ein Bethaus der Evangeliumschristen-Baptisten sowie ein Adventhaus der Siebenten-Tags-Adventisten.
Darüber hinaus gibt es in Rostow am Don mehrere Moscheen, eine Synagoge sowie einen buddhistischen Tempel.

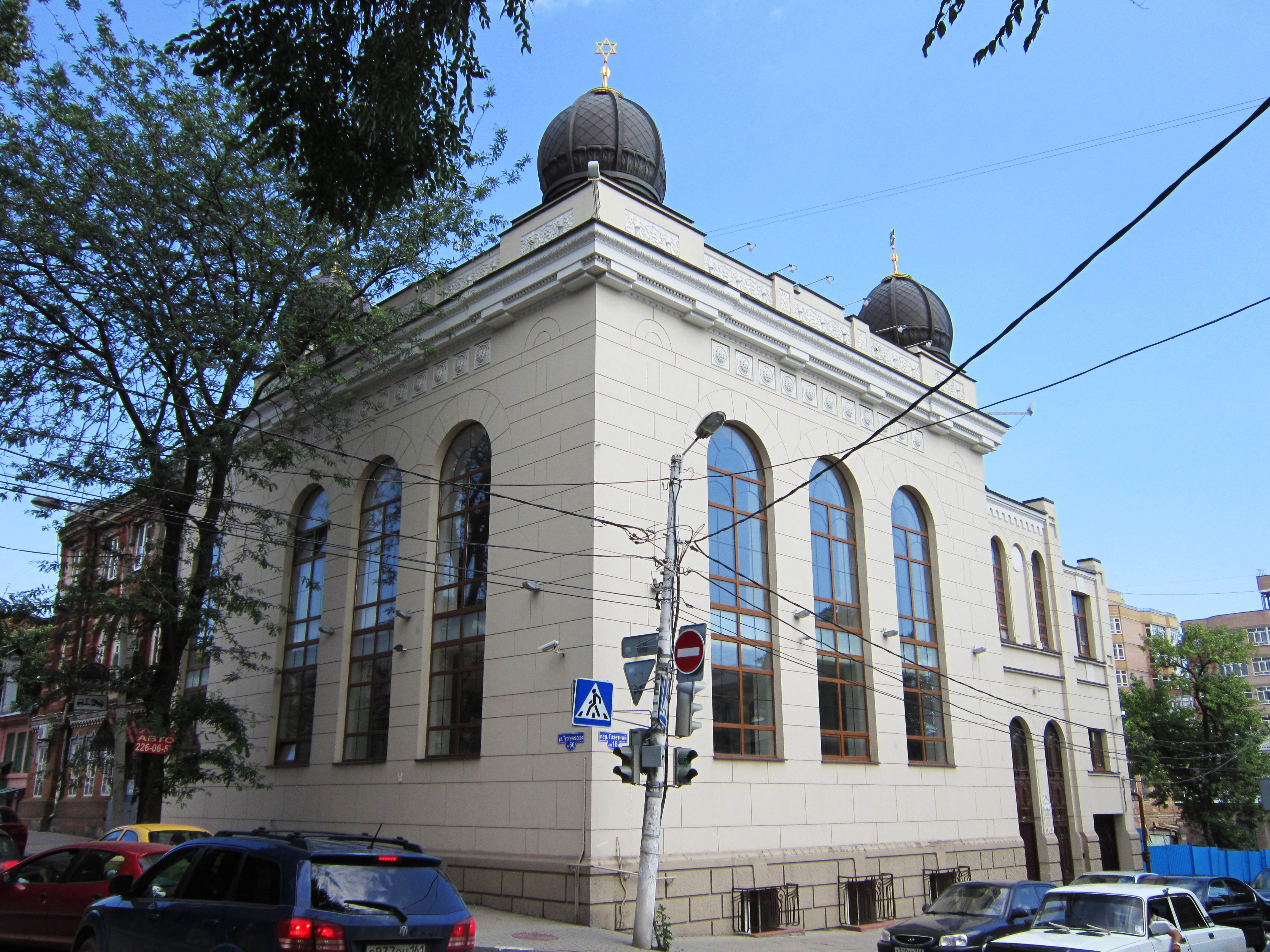
Die Rostower Synagoge
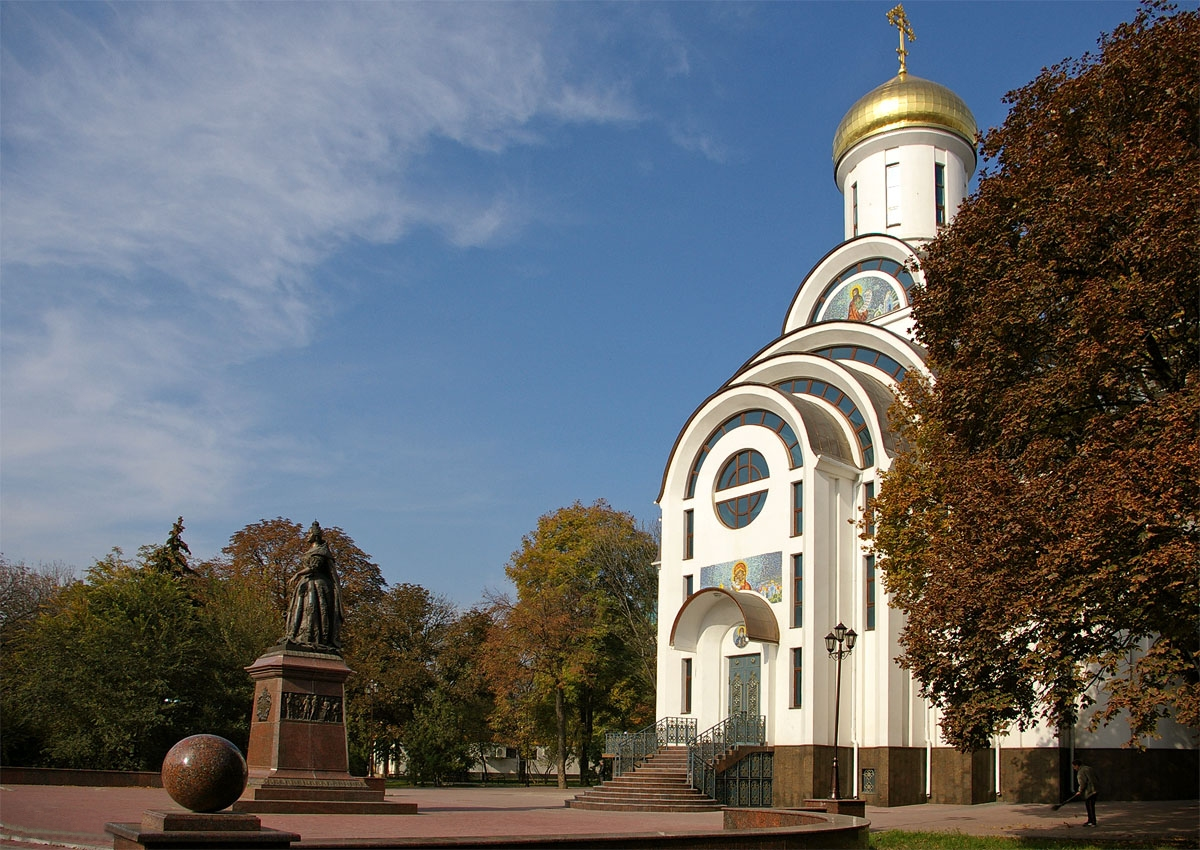
Mariä-Schutz-und-Fürbitte-Kirche mit Elisabeth-Denkmal (S. N. Oleschnja, 2007)
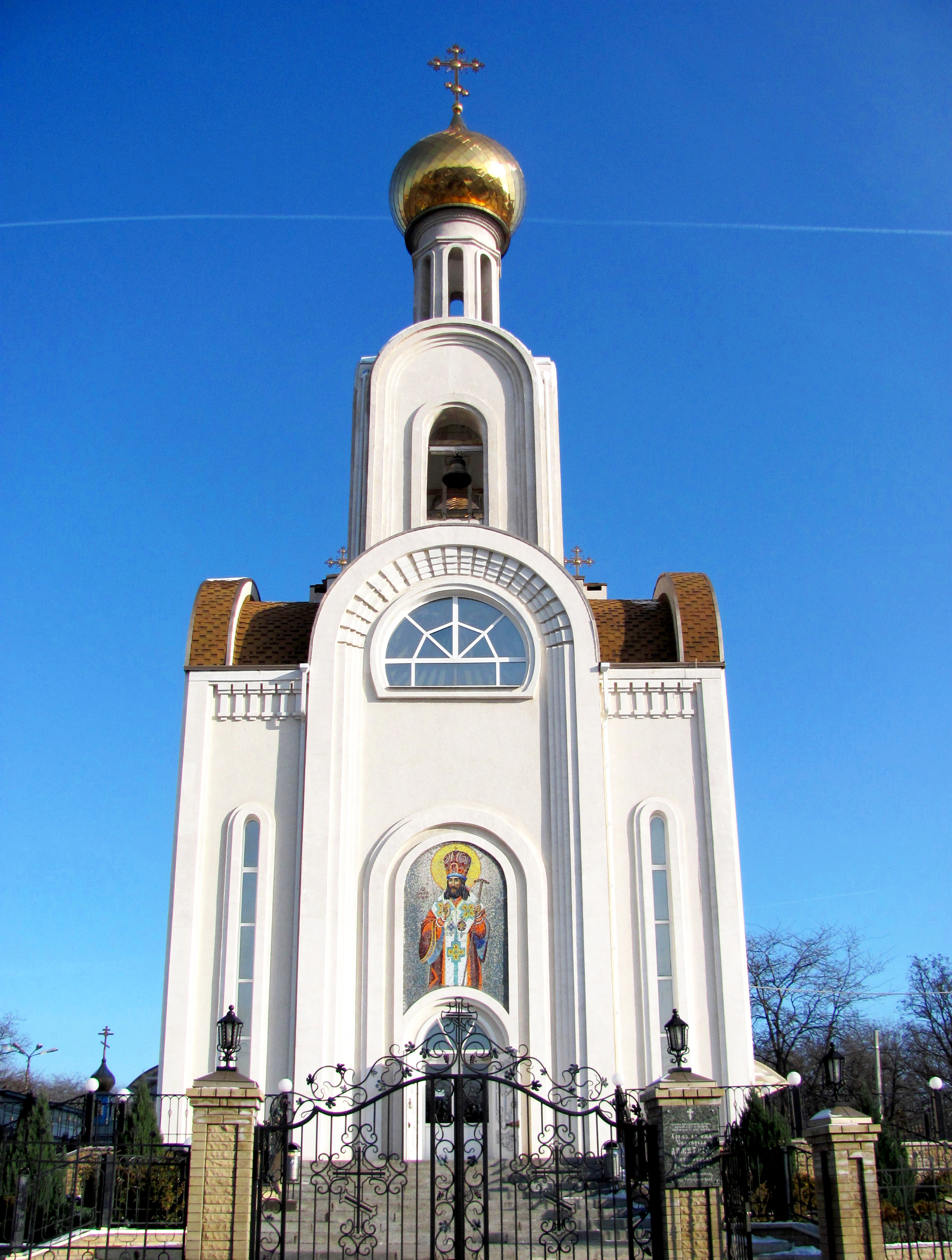
Kirche des heiligen Dimitri
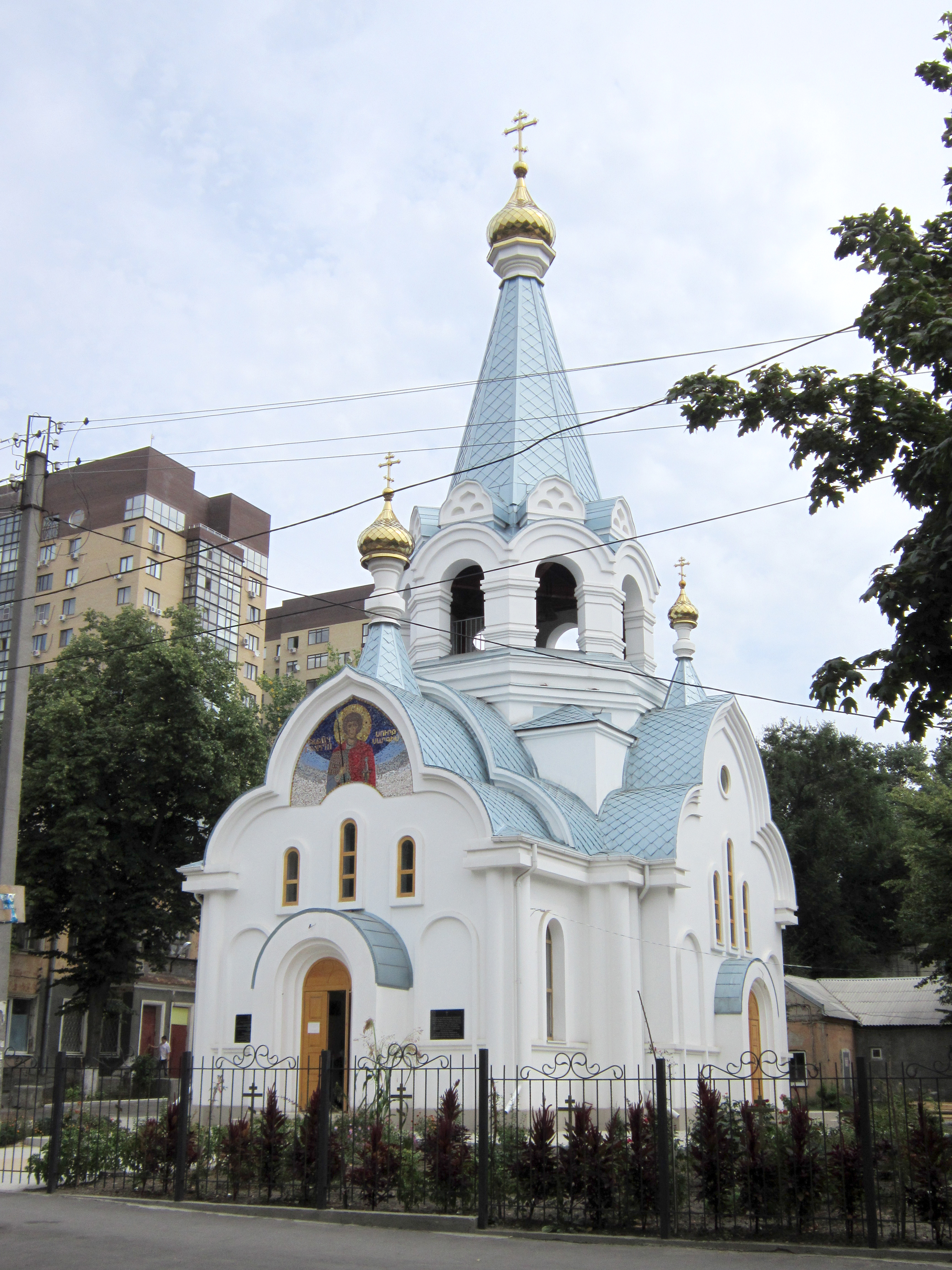
Kirche des heiligen Georg
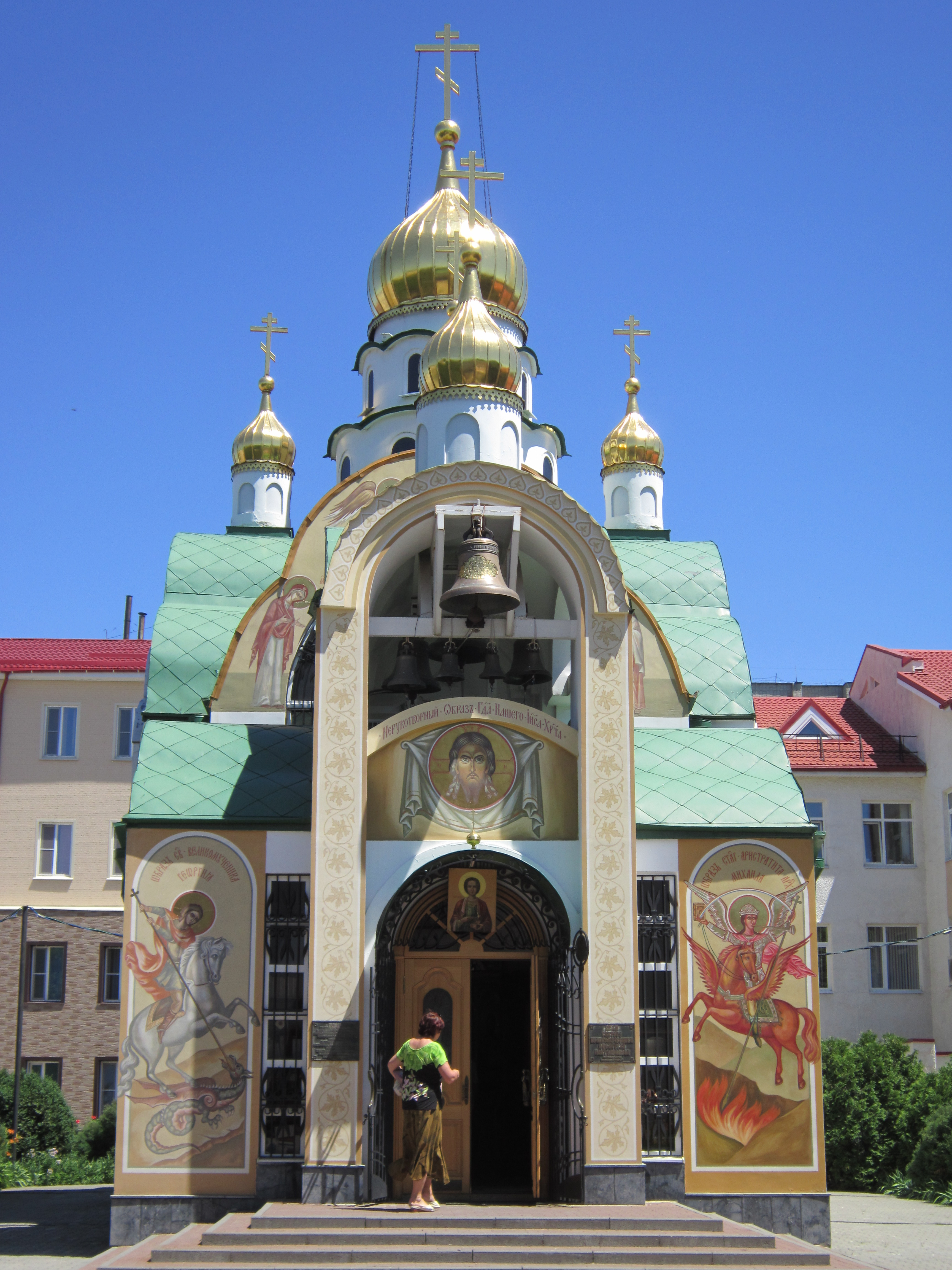
Kirche des heiligen Märtyrers und Heilers Panteleimon
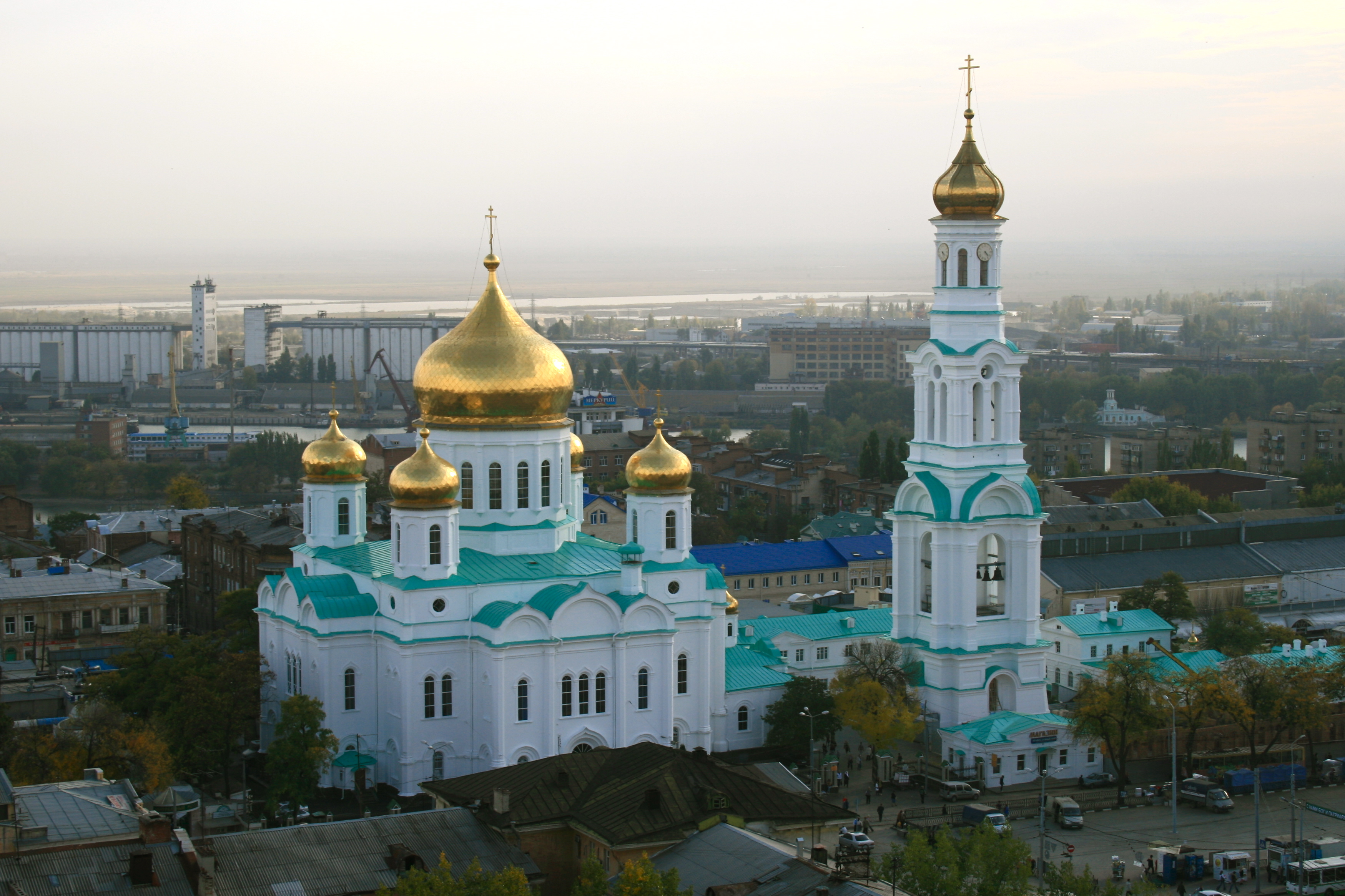
Kathedrale der Geburt der heiligen Mutter Gottes

## Wirtschaft und Infrastruktur

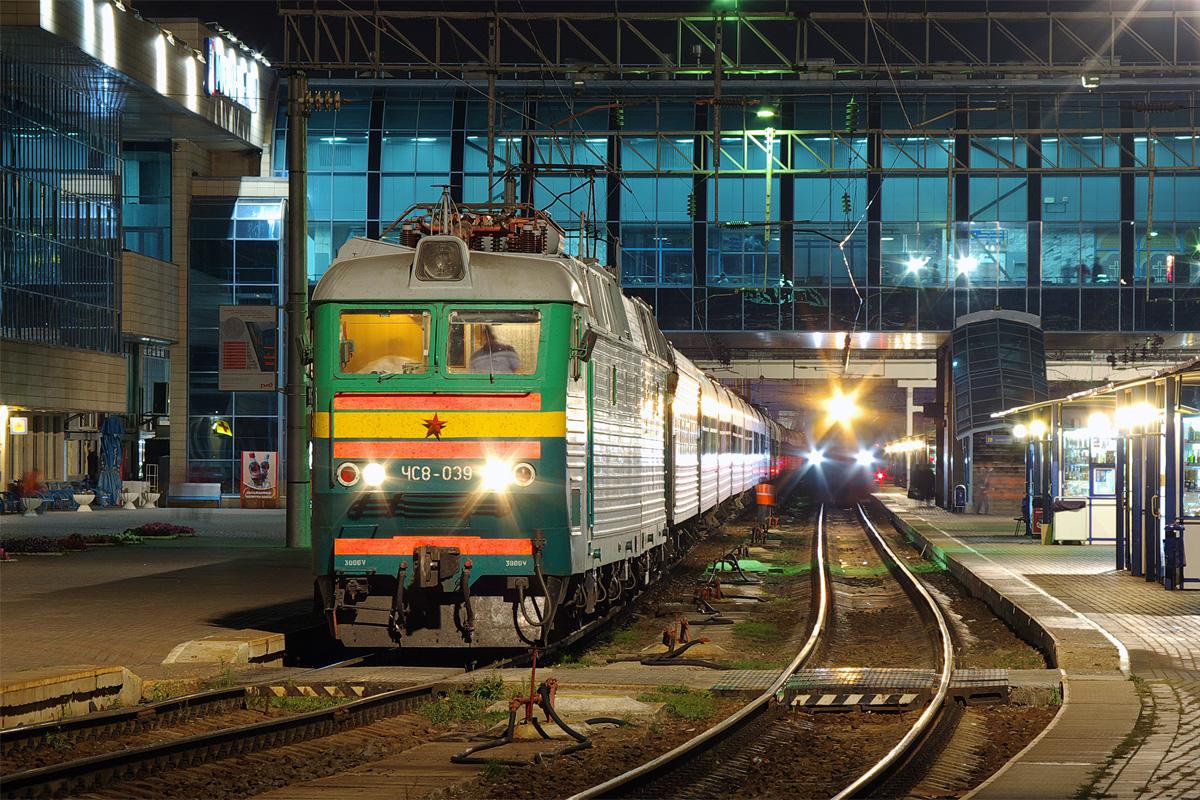
Der Rostower Hauptbahnhof bei Nacht (September 2009)

Wichtigste Industriezweige der Stadt sind die holzverarbeitende Industrie sowie die funkelektronische, elektrotechnische und chemische Produktion. Daneben werden im Gebiet der Stadt Rostow wegen seiner fruchtbaren Schwarzböden in großem Umfang landwirtschaftliche Produkte erzeugt, insbesondere Getreide. Die Region ist eines der bedeutendsten Steinkohleabbaugebiete der Russischen Föderation. In Rostow befindet sich auch die Zentrale des größten osteuropäischen Herstellers von landwirtschaftlichen Maschinen, Rostselmasch. Nahe der Stadt Wolgodonsk befindet sich das Kernkraftwerk Rostow, das seit 2001 Elektrizität erzeugt.

## Verkehr
Rostow am Don ist ein Verkehrsknotenpunkt Südrusslands. So befindet sich dort ein großer Bahnhof, der den wichtigsten Eisenbahnknotenpunkt des Südens bildet, und ein internationaler Flughafen, mit der Lage am Fluss ein wichtiger Binnenhafen am Don. Die Stadt ist Verwaltungssitz der Nordkaukasischen Regionaldirektion der Russischen Staatsbahn. Die Direktion betreibt alle Eisenbahnlinien samt zugehöriger Infrastruktur im Großraum Rostow sowie ein über 6300 Kilometer langes Schienennetz.
Rostow am Don ist mit der russischen Hauptstadt Moskau über die Fernstraße M4 Don verbunden. Gleichzeitig ist die Stadt Ausgangspunkt der Abzweigung A280, die einen Teil der Europastraße 58 darstellt und in westlicher Richtung zur ukrainischen Grenze über Taganrog führt.

## Sehenswürdigkeiten
Sehenswürdigkeiten sind die Kunstgalerie, die verschiedenen großen Kirchen im Stadtzentrum, unter anderem die von Konstantin Thon erbaute Kathedrale, das Musiktheater, der Zirkus, das Oblastmuseum und die Öffentliche Bibliothek.
Im Sommer lädt das Don-Ufer mit seinen Gastronomiebuden und Schiffsanlegern zum Flanieren ein. In der Stadt befindet sich der Botanische Garten der Südlichen Föderalen Universität.
An der rund vier Kilometer langen Haupteinkaufstraße Bolschaja Sadowaja uliza liegen Theater, Museen und Konzerthallen. Im Zuge der Vorbereitung auf die Fußballweltmeisterschaft 2018 wurde der Soborny pereulok, der die Bolschaja-Sadowaja-Straße mit der Rostower Kathedrale verbindet, teilweise zur Fußgängerzone umgestaltet.
Der am nördlichen Donufer gelegene Teil der Stadt, in dem sich viel historische Bausubstanz befindet, wird seit einigen Jahren revitalisiert. Im Stadtteil Nachitschewan befindet sich die armenische Gregor-der-Erleuchter-Kirche, neben der das armenische Konsulat steht.

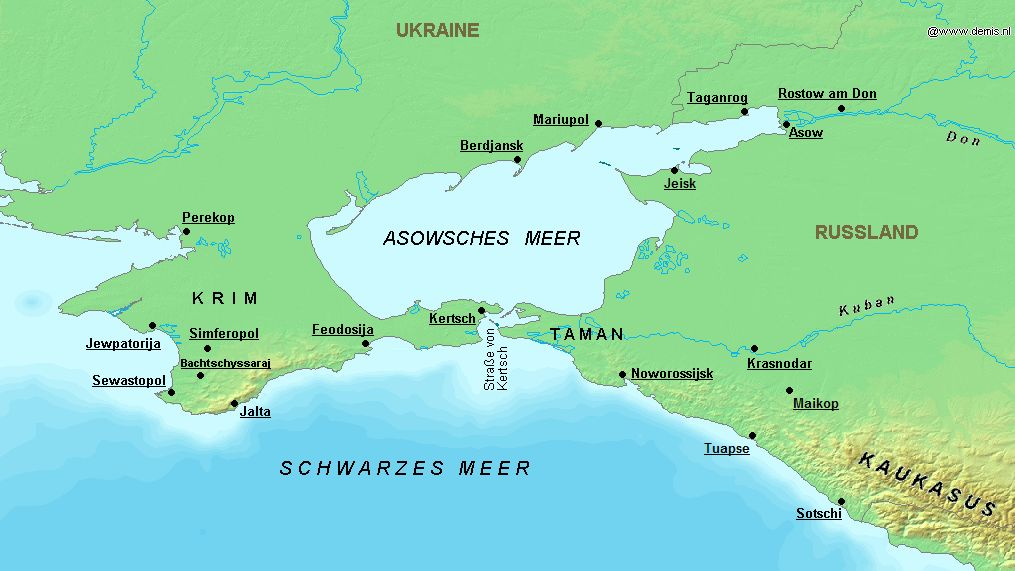
Lage am Asowschen Meer
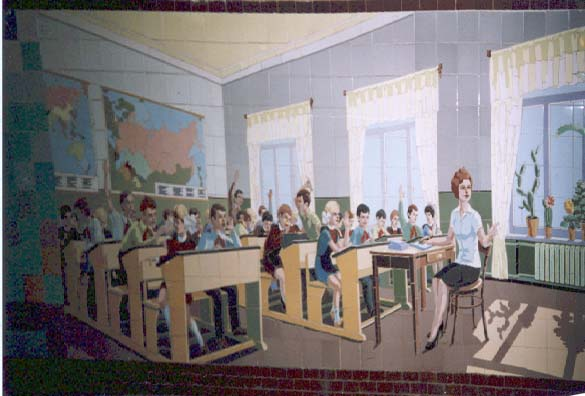
Manche Unterführungen im Zentrum sind mit Gemälden auf Fliesen geschmückt
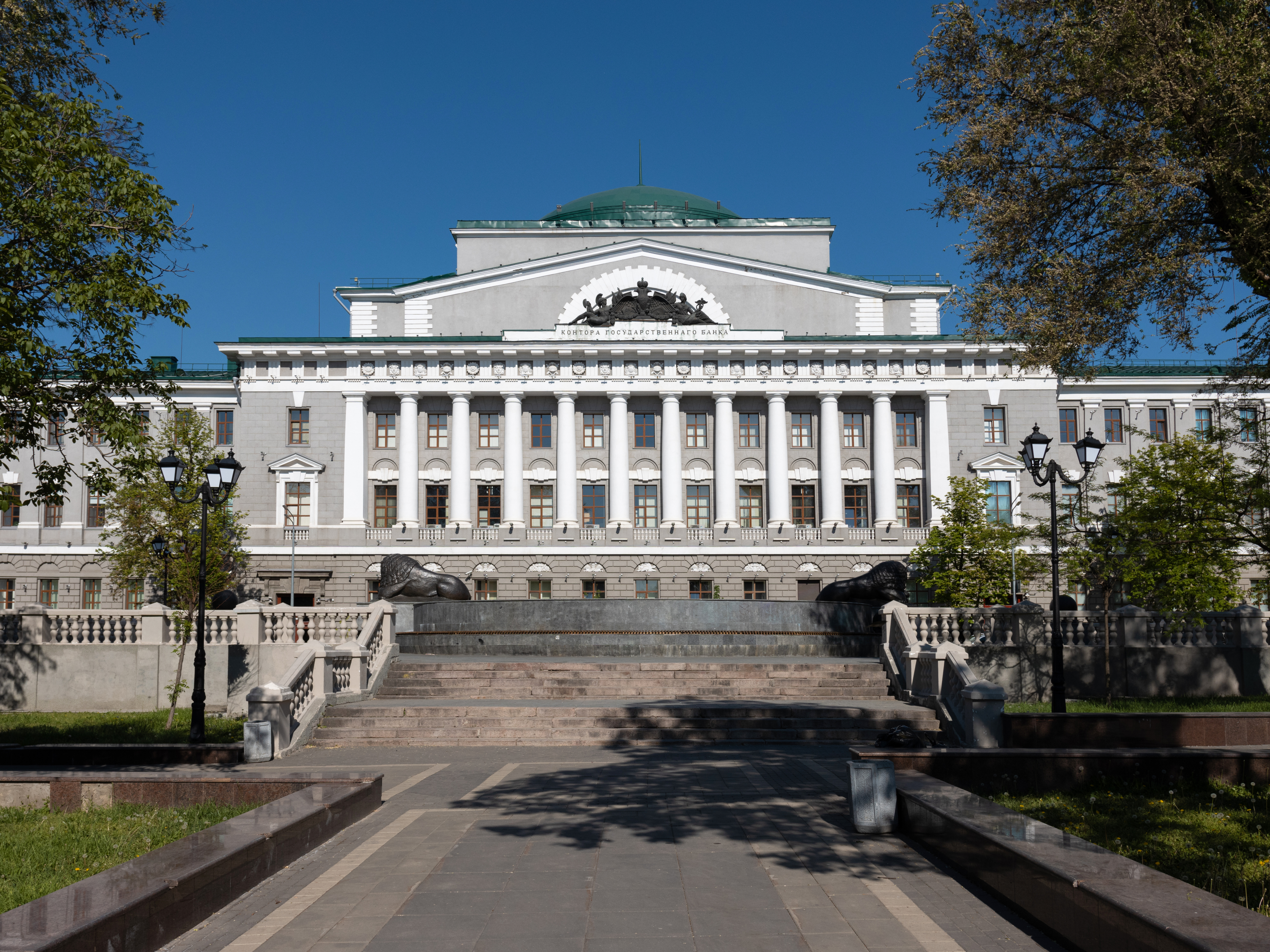
Ehemaliges Gosbank-Gebäude
Schtschukar
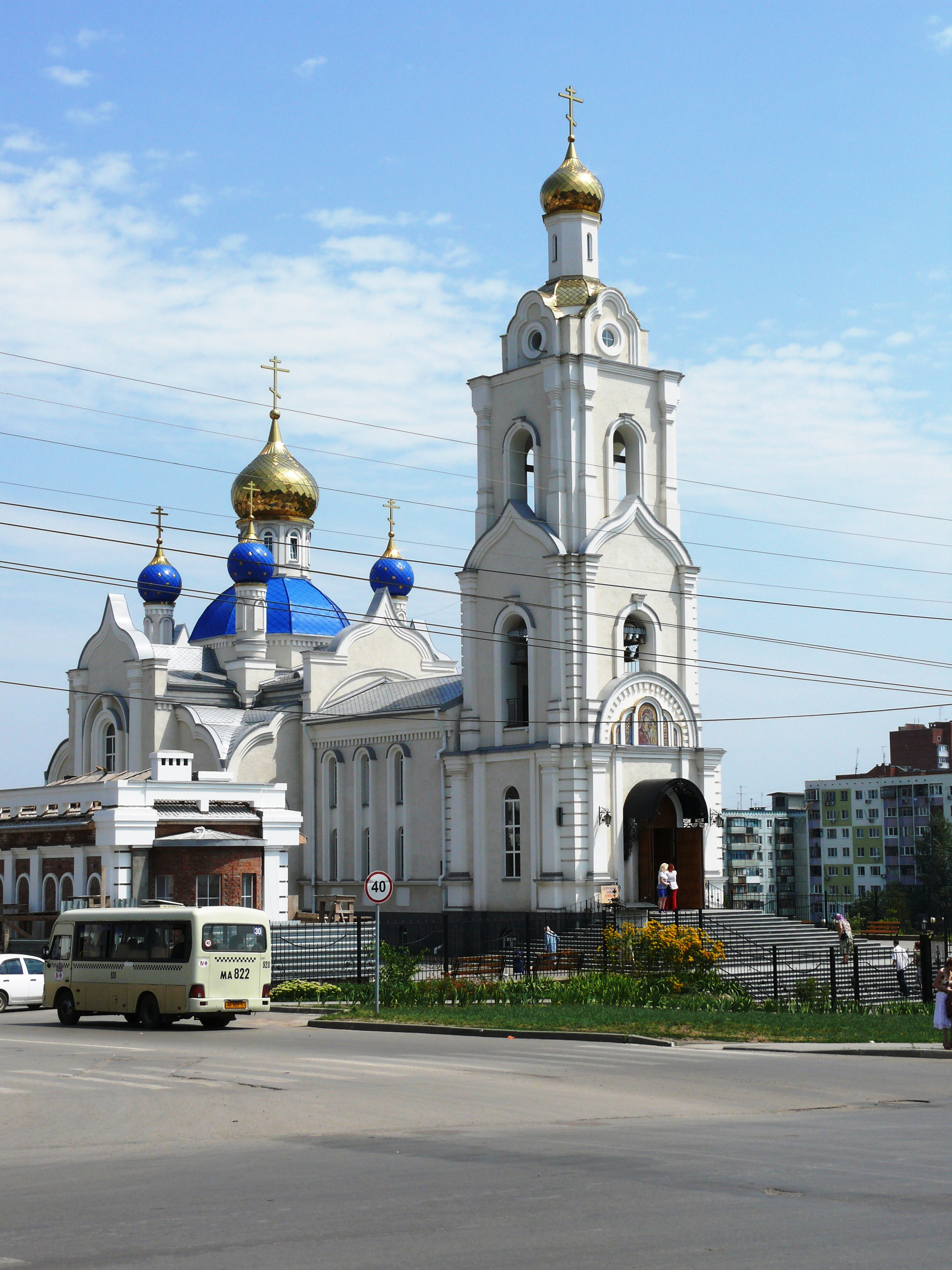
Kasaner Kathedrale
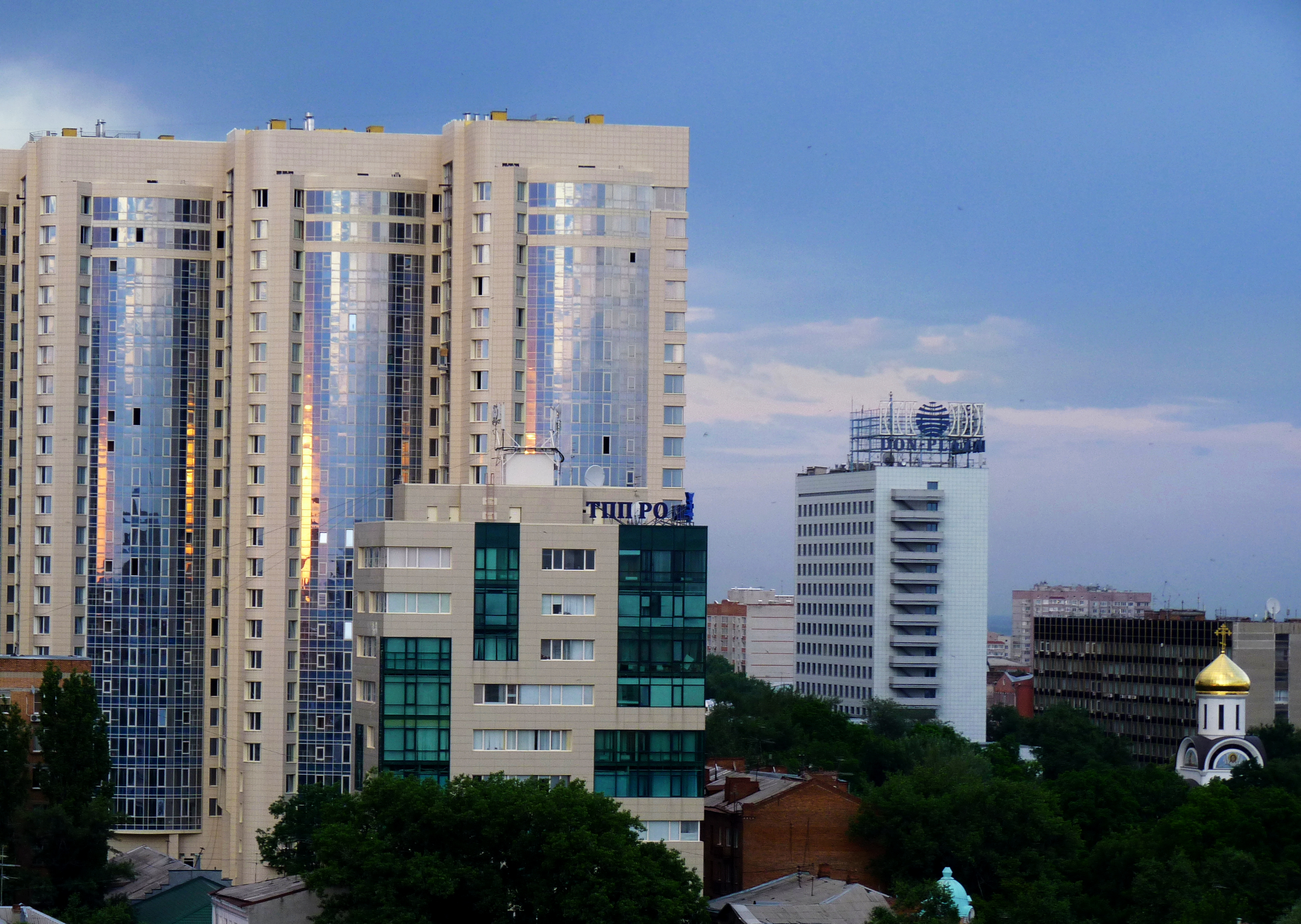
Kirowski Rajon
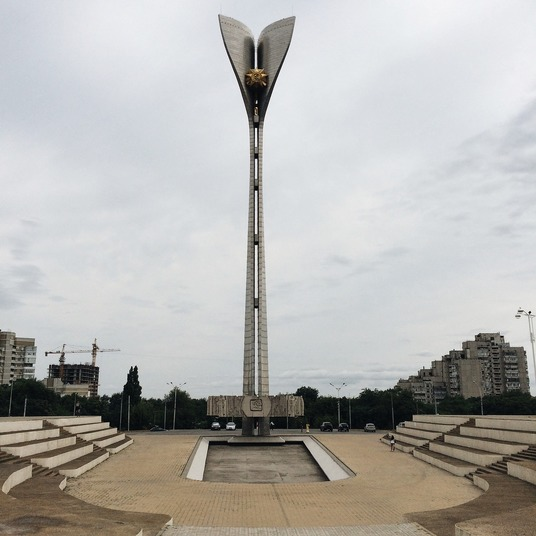
Denkmal der Befreiung 1943 (I. M. Rukawischnikow, 1983)

## Weiterführende Bildungseinrichtungen

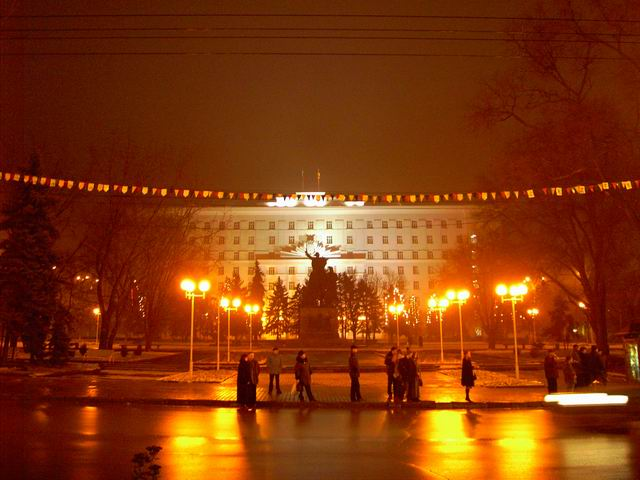
Das Verwaltungsgebäude des Rostower Gebiets mit dem Monument der Don-Kosaken

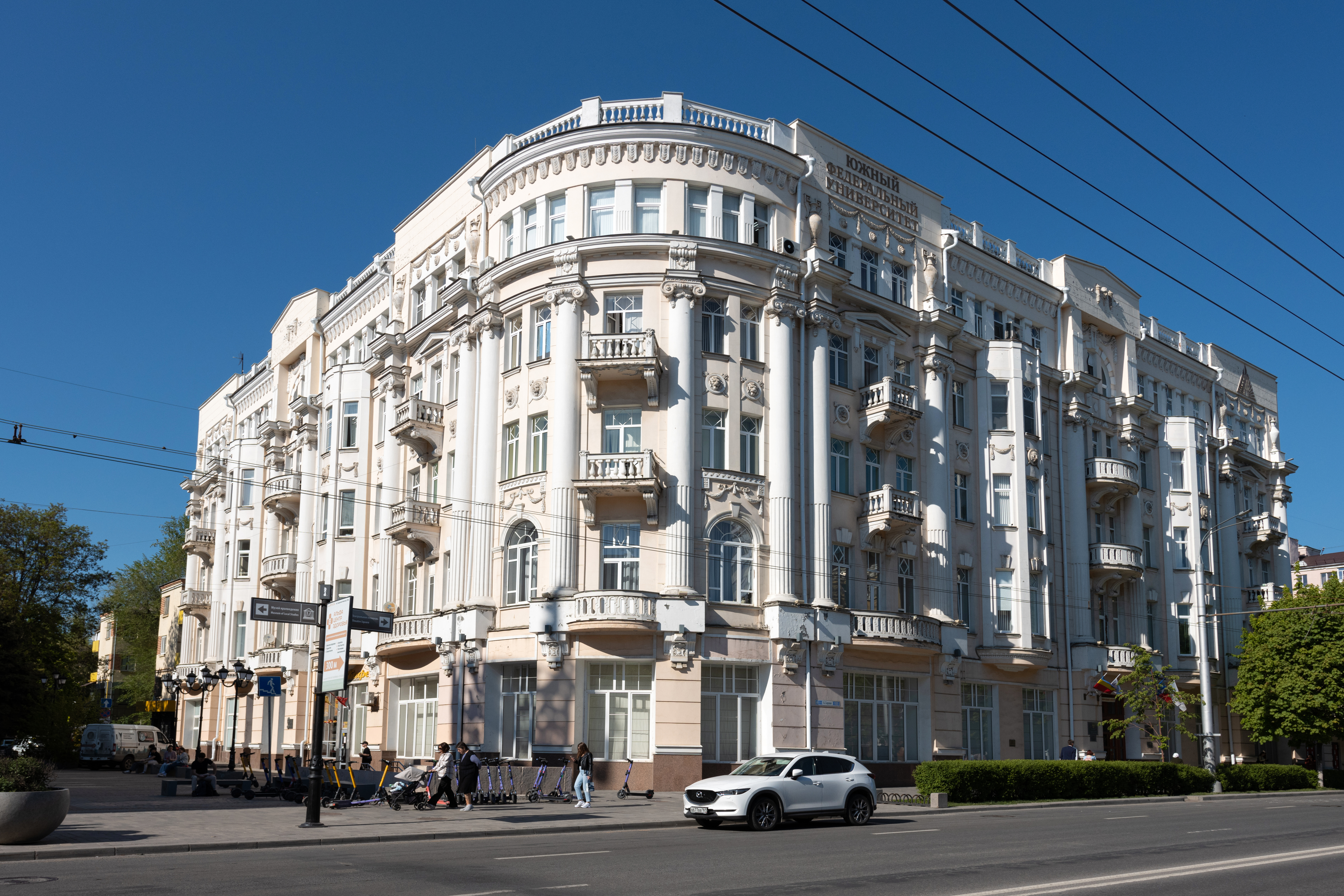
Die Südliche Föderale Universität

Die Stadt verfügt über vier Universitäten und zahlreiche weitere Hochschulen. Die ehemals größte Universität der Stadt war die Rostower Staatsuniversität (RGU) die bereits im Jahr 1915 eröffnet wurde. Im Januar 2007 fusionierte die RGU mit weiteren Rostower und südrussischen Universitäten zur JUFU, der Südlichen Föderalen Universität. Sie zählt mit rund 33.000 Studenten zu den größten Universitäten des Landes außerhalb von Sankt Petersburg und Moskau, hinzu die Staatliche Technische Universität des Dongebiets.
Es existieren pädagogische, ökonomische und medizinische Institute in der Stadt.
- Fakultät der Staatlichen Akademie für Wasserstraßenverkehr des Wolgagebiets
- Filiale der Belgoroder Universität der Verbraucherkooperative
- Filiale der Staatlichen Handelsuniversität Moskau
- Filiale der Moskauer Staatlichen Technischen Universität für Zivilluftfahrt
- Filiale der Moskauer Technischen Universität für Fernmeldewesen und Informatik
- Filiale der Russischen Zollakademie
- Filiale der Sankt Petersburger Staatlichen Kunstakademie
- Filiale der Taganroger Staatlichen Universität für Nachrichtentechnik
- Filiale des Instituts für Internationales Recht und Ökonomie
- Filiale des Moskauer Instituts für Unternehmertum und Recht
- Filiale des Moskauer Staatlichen Ferninstituts der Nahrungsindustrie
- Freies Russisch-Deutsches Institut für Publizistik Rostow am Don, FRDIP
- Institut für Business und Recht Rostow am Don
- Institut für Internationales Business
- Institut für Verwaltung, Business und Recht
- Juristisches Instituts der Donregion
- Nordkaukasische Akademie für Staatsdienst
- Nordkaukasisches Businessinstitut
- Nordkaukasisches Institut für Anthropologie und angewandte Soziologie
- Rostower Filiale der Staatlichen Technischen Universität Nowotscherkassk
- Rostower Hochschule des Innenministeriums Russlands
- Rostower Institut für Automatisierung und Maschinenbautechnologie
- Rostower Institut für Business und Recht
- Rostower Institut für Business und Unternehmertum
- Rostower Institut für Fremdsprachen
- Rostower Juristisches Institut
- Rostower Militärinstitut für Raketentruppen
- Rostower Staatliche Akademie für Bauwesen
- Rostower Staatliche Bauuniversität
- Rostower Staatliche Medizinuniversität
- Rostower Staatliche Ökonomische Universität
- Rostower Staatliche Pädagogische Universität
- Rostower Staatliche Universität
- Rostower Staatliche Universität für Verkehrsverbindung
- Rostower Staatliches Architekturinstitut
- Rostower Staatliches S.-W.-Rachmaninow-Konservatorium
- Staatliche Agraruniversität der Donregion
- Staatliche Akademie für Landwirtschaftlichen Maschinenbau Rostow am Don
- Staatliche Technische Universität des Dongebiets
- Südrussisches Geisteswissenschaftliches Institut
- Südliche Föderale Universität
- Zentrum für Internationale Technologische Zusammenarbeit in Lehre und Wissenschaft „Internauka“

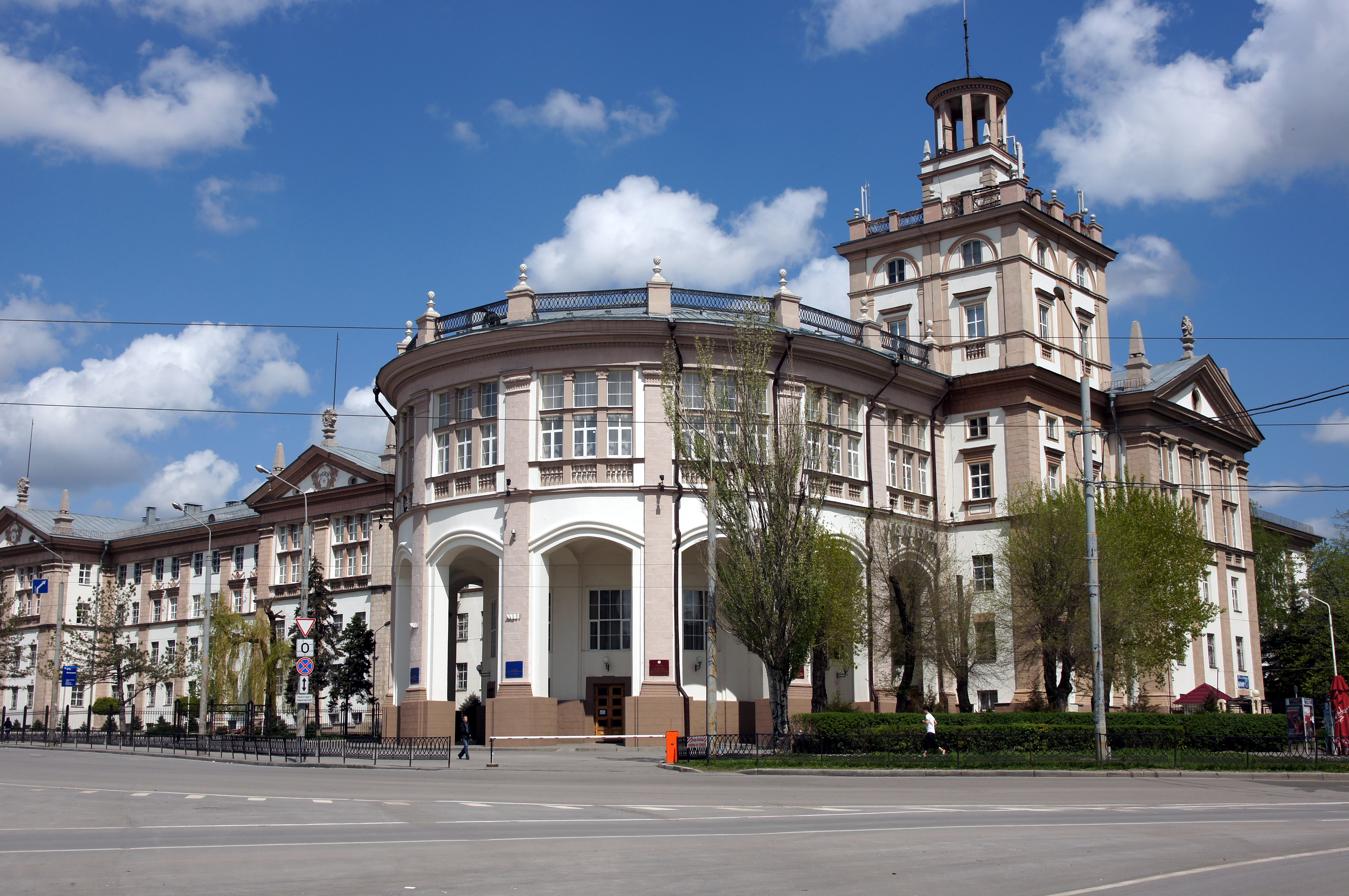
Rostower Staatliche Universität für Verkehrsverbindung
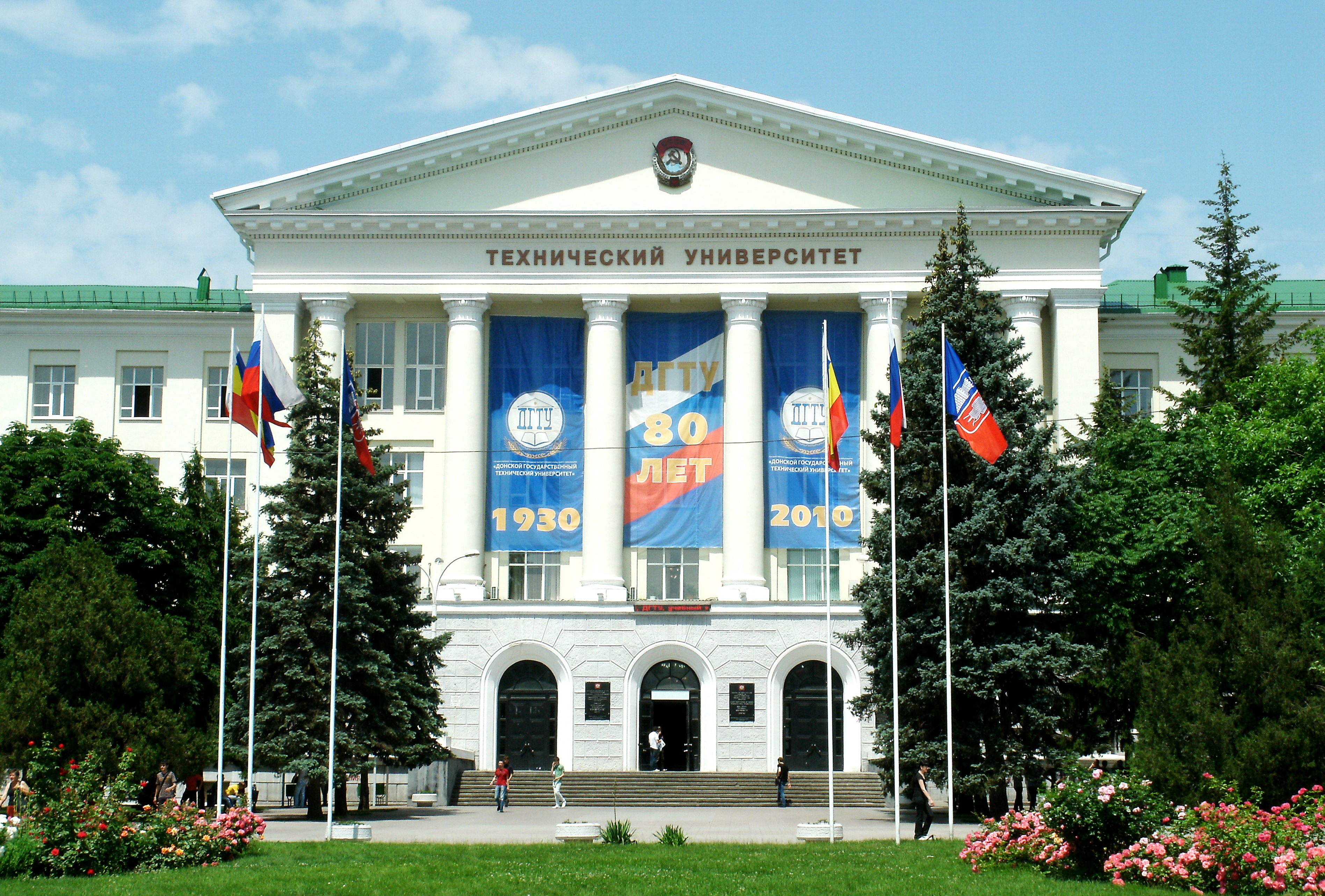
Staatliche Technische Universität des Dongebiets
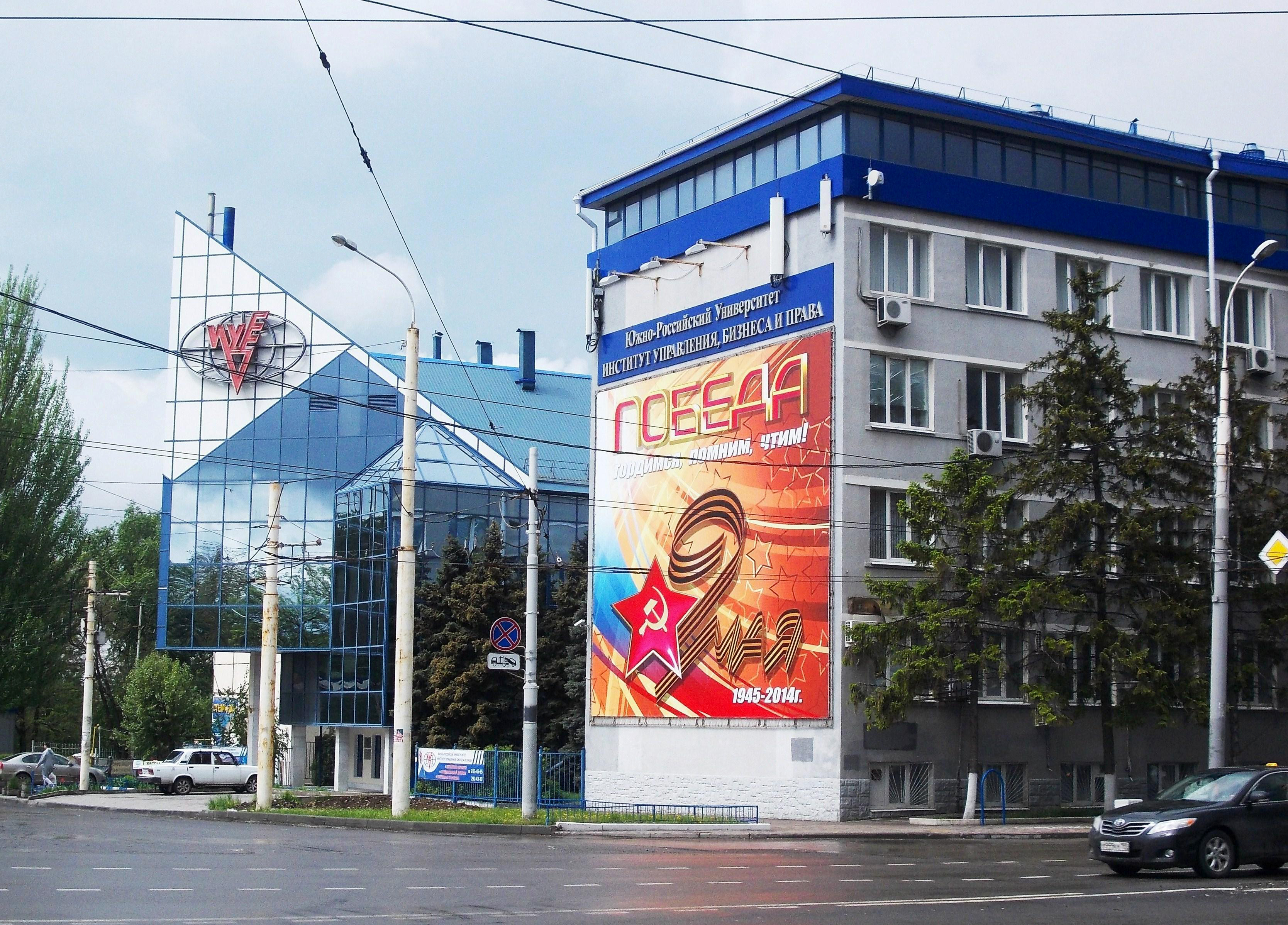
Institut für Verwaltung, Business und Recht

## Sport

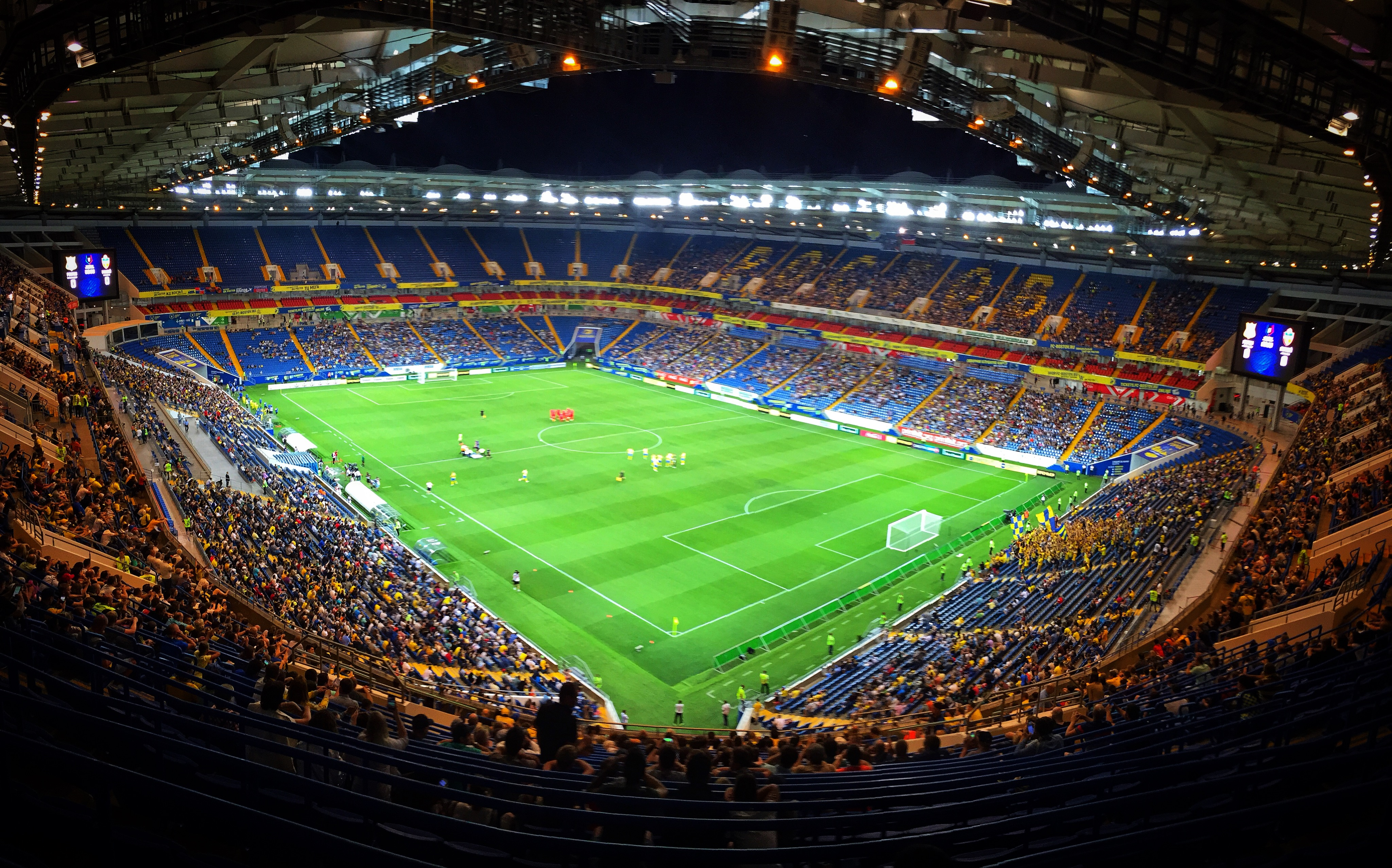
Im Stadion des FK Rostow bei einem Spiel gegen FK Jenissei Krasnojarsk

Die beiden Fußballvereine FK Rostow (Premjer-Liga) und FK SKA Rostow sind in Rostow am Don beheimatet. Rostow am Don war bei der Fußball-Weltmeisterschaft 2018 in Russland einer der Austragungsorte. Hierzu wurde das 43.702 Zuschauer fassende neue Stadion Rostow-Arena gebaut, in der der FK Rostow seit 2018 seine Heimspiele austrägt. Zuvor spielte der Verein im 15.840 Zuschauer fassenden Stadion Olimp-2.
In der Stadt befindet sich mit dem GK Rostow am Don ein Handballverein der russischen Liga.

## Söhne und Töchter der Stadt
Zu den bekanntesten Söhnen und Töchtern der Stadt gehören unter anderem der Komponist Andrei Paschtschenko, die Schauspieler Sinaida Reich und Alexander Kaidanowski, der Mathematiker Leonid Sedow, der Schachspieler Savielly Tartakower, der Geheimagent Geworg Wardanjan, die Popsängerinnen Irina Allegrowa und Eva Rivas, die Schriftsteller Mikael Nalbandian und Wera Panowa, der Maler Martiros Sarjan, die Leichtathletin Antonina Kriwoschapka (* 1987), der Komponist und Violinist Efrem Zimbalist, der Polarforscher Georgi Sedow oder die Physiker Jakow Frenkel und Juri Oganesjan.
Nicht in der Stadt geboren, aber länger dort ansässig waren die Literaturnobelpreisträger Michail Scholochow und Alexander Solschenizyn.

## Partnerstädte

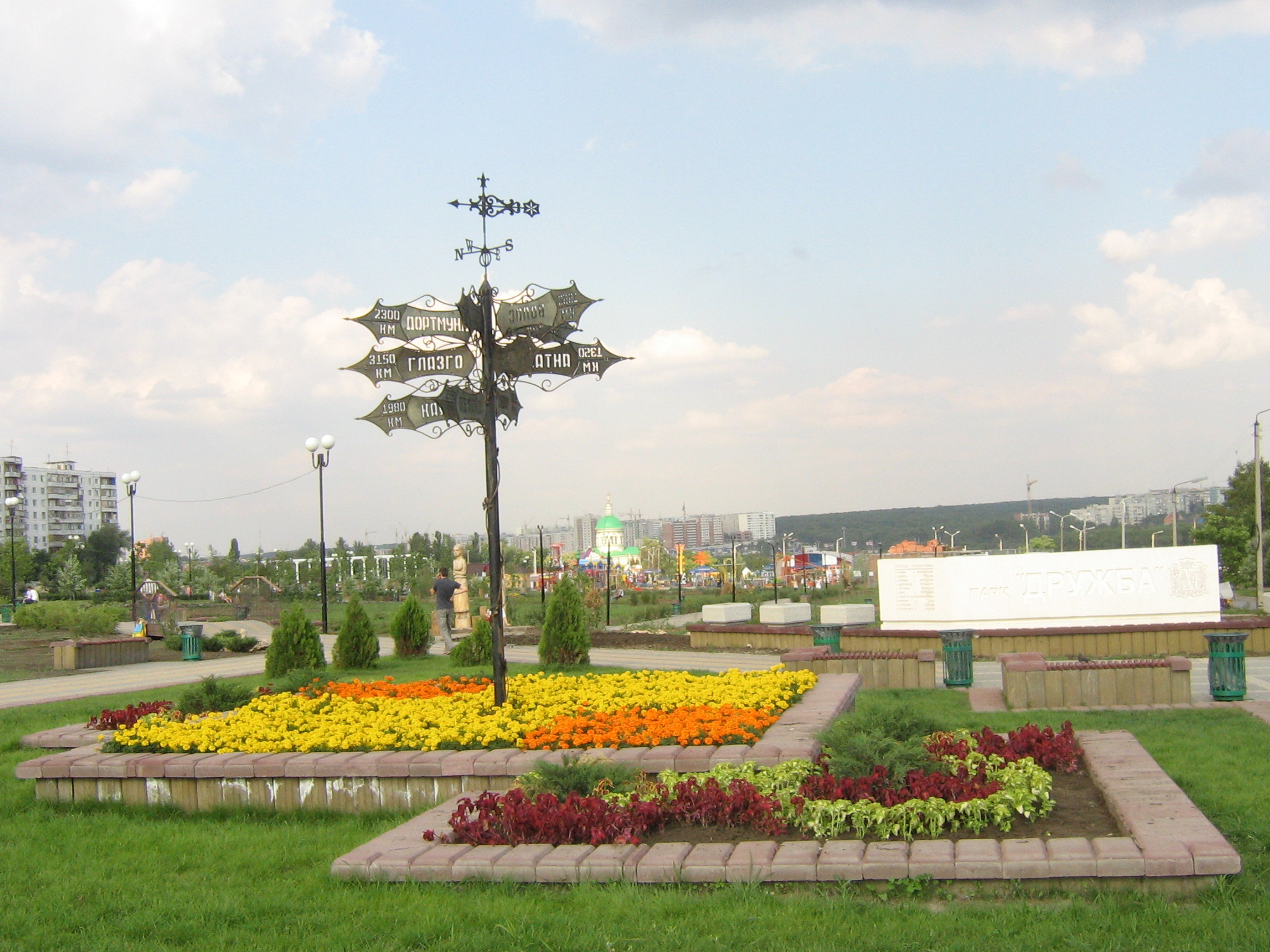
Symbolischer Wegweiser zu den Partnerstädten mit entsprechender Entfernungsangabe (2006)

Rostow am Don listet folgende Partnerstädte auf:
- Gera (Deutschland) seit 1987
- Dortmund (Deutschland)
- Moskau (Russland)
- Donezk (Ukraine)
- Odessa (Ukraine)
- Lugansk (Ukraine)
- Homel (Belarus)
- Jerewan (Armenien)
- Antalya (Türkei)
- Cheongju (Südkorea)
- Glasgow (Vereinigtes Königreich)
- Kajaani (Finnland)
- Le Mans (Frankreich)
- Mobile (Vereinigte Staaten)
- Plewen (Bulgarien)
- Volos (Griechenland)
- Toronto (Kanada)
- Oral (Kasachstan)

## Diplomatische und konsularische Vertretungen
In Rostow am Don befinden sich die nachfolgend aufgeführten diplomatischen sowie konsularischen Vertretungen (in Klammern die Adresse).
- Armenisches Generalkonsulat (ul. 12 linija, 4)
- Britisches Visazentrum (ul. Sozialistitscheskaja, 74, ofis 1308)
- Bulgarisches Visazentrum
- Französisches Visazentrum
- Griechisches Visazentrum
- Israelische Botschaft
- Kroatisches Visazentrum (seit 17. Juni 2013)
- Maltesisches Visazentrum
- Niederländisches Visazentrum (per. Semaschko, dom 117g)
- Österreichisches Visazentrum
- Polnisches Visazentrum (seit Januar 2013)
- Rumänisches Generalkonsulat (ul. 7 linija, 18/39)
- Schwedisches Visazentrum
- Slowakisches Ehrenkonsulat
- Spanisches Visazentrum
- Ehrenkonsulat von Südkorea (pr. Budennowskij, 7 etasch)
- Vertretung des Außenministeriums der Russischen Föderation (ul. Puschkinskaja, 221)
- Ukrainisches Generalkonsulat (per. Chalturinskij, 28/40)
- Abteilung der ungarischen Handelsvertretung (pr. Brudennowskij 60, 11 etasch)
- Belarussische Botschaftsabteilung